# Liga Światowa w Piłce Siatkowej 2011 (grupa C)
W fazie interkontynentalnej Ligi Światowej siatkarzy występowało 16 reprezentacji. W grupie C znalazły się: Argentyna, Finlandia, Portugalia i Serbia.
Mecze w grupie C rozegrane zostały pomiędzy 28 maja a 1 lipca. Do Final Eight awansowała Argentyna, Serbia zajęła 9. miejsce w klasyfikacji końcowej, Finlandia - 10. miejsce., natomiast Portugalia - 14. miejsce, trafiając do eliminacji do Ligi Światowej 2012.

## Tabela
| Lp. | Drużyna    | Pkt | Mecze | Mecze   | Mecze   | Sety | Sety | Sety  | Małe punkty | Małe punkty | Małe punkty |
| Lp. | Drużyna    | Pkt | M     | W (3:2) | P (2:3) | wyg. | prz. | ratio | zdob.       | str.        | ratio       |
| --- | ---------- | --- | ----- | ------- | ------- | ---- | ---- | ----- | ----------- | ----------- | ----------- |
| 1   | Argentyna  | 25  | 12    | 9 (2)   | 3 (0)   | 29   | 15   | 1.933 | 1003        | 958         | 1.047       |
| 2   | Serbia     | 21  | 12    | 7 (2)   | 5 (2)   | 26   | 21   | 1.238 | 1111        | 1035        | 1.073       |
| 3   | Finlandia  | 17  | 12    | 5 (2)   | 7 (4)   | 24   | 27   | 0.889 | 1115        | 1148        | 0.971       |
| 4   | Portugalia | 9   | 12    | 3 (2)   | 9 (2)   | 16   | 32   | 0.500 | 1028        | 1116        | 0.921       |

Źródło: FIVB
Punktacja: 3:0 i 3:1 – 3 pkt; 3:2 – 2 pkt; 2:3 – 1 pkt; 1:3 i 0:3 – 0 pkt
Zasady ustalania kolejności: 1. liczba punktów; 2. liczba zwycięstw; 3. stosunek setów; 4. stosunek małych punktów; 5. bilans w bezpośrednich meczach
     awans do Final Eight
     eliminacje do Ligi Światowej 2012

## Mecze
Godzina rozpoczęcia meczu jest podana w czasie lokalnym.

1. kolejka
| 28 maja 2011 | Argentyna            | 0:3 (14:25, 21:25, 22:25) | Serbia                  | Newell's Old Boys Stadium, Rosario                               |  |
| 18:10        | Facundo Conte 12 pkt | raport                    | Dragan Stanković 12 pkt | Widzów: 5600 Sędziowie: Fabrizio Pasqali i Omelio Pérez Castillo |  |

| 29 maja 2011 | Argentyna            | 3:0 (25:21, 26:24, 25:20) | Serbia               | Newell's Old Boys Stadium, Rosario                               |  |
| 18:10        | Facundo Conte 18 pkt | raport                    | Saša Starović 11 pkt | Widzów: 4850 Sędziowie: Omelio Pérez Castillo i Fabrizio Pasqali |  |

| 28 maja 2011 | Portugalia       | 3:2 (23:25, 27:25, 25:21, 24:26, 15:13) | Finlandia            | Pavilhão Desportivo, Póvoa de Varzim                          |  |
| 16:00        | João José 18 pkt | raport                                  | Mikko Oivanen 32 pkt | Widzów: 2000 Sędziowie: Dariusz Jasiński i Jaafar Ebrahim Ali |  |

| 29 maja 2011 | Portugalia         | 3:1 (25:18, 23:25, 25:21, 25:23) | Finlandia            | Pavilhão Desportivo, Póvoa de Varzim                          |  |
| 16:00        | Flávio Cruz 15 pkt | raport                           | Antti Siltala 15 pkt | Widzów: 2160 Sędziowie: Jaafar Ebrahim Ali i Dariusz Jasiński |  |

2. kolejka
| 3 czerwca 2011 | Serbia               | 1:3 (27:25, 24:26, 20:25, 25:27) | Finlandia            | Hala Pionir, Belgrad                                     |  |
| 20:10          | Saša Starović 21 pkt | raport                           | Mikko Oivanen 26 pkt | Widzów: 1120 Sędziowie: Abdullah al-Enezi i Luo Wensheng |  |

| 4 czerwca 2011 | Serbia          | 3:0 (25:21, 25:15, 25:21) | Finlandia                                   | Hala Pionir, Belgrad                                     |  |
| 20:10          | Miloš Nikić pkt | raport                    | Antti Siltala 9 pkt Konstantin Shumov 9 pkt | Widzów: 1750 Sędziowie: Luo Wensheng i Abdullah al-Enezi |  |

| 3 czerwca 2011 | Portugalia             | 0:3 (21:25, 20:25, 19:25) | Argentyna               | Pavilhão Desportivo, Póvoa de Varzim                  |  |
| 21:30          | Valdir Sequeira 11 pkt | raport                    | Federico Pereyra 15 pkt | Widzów: 3185 Sędziowie: Pawieł Anderson i Peter Bajci |  |

| 4 czerwca 2011 | Portugalia         | 1:3 (23:25, 21:25, 25:14, 22:25) | Argentyna             | Pavilhão Desportivo, Póvoa de Varzim                  |  |
| 16:00          | Hugo Gaspar 15 pkt | raport                           | Gabriel Arroyo 15 pkt | Widzów: 3091 Sędziowie: Peter Bajci i Pawieł Anderson |  |

3. kolejka
| 10 czerwca 2011 | Finlandia            | 2:3 (17:25, 25:21, 20:25, 25:23, 10:15) | Argentyna            | Isku-areena, Lahti                                  |  |
| 19:10           | Mikko Oivanen 15 pkt | raport                                  | Facundo Conte 24 pkt | Widzów: 5120 Sędziowie: Wiktor Markow i Paulo Turci |  |

| 11 czerwca 2011 | Finlandia            | 0:3 (21:25, 24:26, 19:25) | Argentyna            | Isku-areena, Lahti                                  |  |
| 19:10           | Mikko Oivanen 14 pkt | raport                    | Facundo Conte 16 pkt | Widzów: 5509 Sędziowie: Paulo Turci i Wiktor Markow |  |

| 10 czerwca 2011 | Serbia               | 2:3 (22:25, 25:19, 26:28, 25:23, 13:15) | Portugalia             | Hala Pionir, Belgrad                                  |  |
| 20:10           | Saša Starović 27 pkt | raport                                  | Valdir Sequeira 34 pkt | Widzów: 2650 Sędziowie: Ilian Georgiew i Martin Hudík |  |

| 11 czerwca 2011 | Serbia               | 3:0 (26:24, 25:18, 29:27) | Portugalia         | SPC Vojvodina, Nowy Sad                               |  |
| 20:10           | Saša Starović 13 pkt | raport                    | Flávio Cruz 11 pkt | Widzów: 3100 Sędziowie: Martin Hudík i Ilian Georgiew |  |

4. kolejka
| 17 czerwca 2011 | Finlandia            | 2:3 (20:25, 25:23, 17:25, 36:34, 11:15) | Serbia               | Tampereen jäähalli, Tampere                               |  |
| 18:40           | Mikko Oivanen 37 pkt | raport                                  | Saša Starović 25 pkt | Widzów: 3050 Sędziowie: Krasimir Todorow i Cor van Gompel |  |

| 18 czerwca 2011 | Finlandia            | 3:2 (25:23, 25:23, 22:25, 20:25, 15:11) | Serbia             | Tampereen jäähalli, Tampere                               |  |
| 18:40           | Mikko Oivanen 22 pkt | raport                                  | Miloš Nikić 16 pkt | Widzów: 3250 Sędziowie: Cor van Gompel i Krasimir Todorow |  |

| 18 czerwca 2011 | Argentyna              | 3:1 (25:16, 25:17, 22:25, 26:24) | Portugalia             | Estadio Polideportivo Capital, Catamarca                           |  |
| 21:00           | Rodrigo Quiroga 20 pkt | raport                           | Valdir Sequeira 17 pkt | Widzów: 6500 Sędziowie: Fausto José Sá De Menezes i Mitch Davidson |  |

| 19 czerwca 2011 | Argentyna               | 3:0 (25:19, 25:18, 25:17) | Portugalia         | Estadio Polideportivo Capital, Catamarca                           |  |
| 6:00            | Federico Pereyra 16 pkt | raport                    | Hugo Gaspar 10 pkt | Widzów: 6500 Sędziowie: Mitch Davidson i Fausto José Sá De Menezes |  |

5. kolejka
| 23 czerwca 2011 | Argentyna               | 3:2 (21:25, 25:17, 19:25, 26:24, 15:11) | Finlandia            | Polideportivo Cincuentenario, Formosa                                 |  |
| 9:16            | Federico Pereyra 26 pkt | raport                                  | Mikko Oivanen 22 pkt | Widzów: 5000 Sędziowie: Dariusz Jasiński i José Rogelio Vélez Mercado |  |

| 24 czerwca 2011 | Argentyna            | 1:3 (14:25, 17:25, 25:23, 26:28) | Finlandia            | Polideportivo Cincuentenario, Formosa                                 |  |
| 9:10            | Facundo Conte 19 pkt | raport                           | Antti Siltala 21 pkt | Widzów: 5600 Sędziowie: José Rogelio Vélez Mercado i Dariusz Jasiński |  |

| 25 czerwca 2011 | Portugalia         | 2:3 (21:25, 25:19, 31:29, 17:25, 11:15) | Serbia                                     | Pavilhão Desportivo, Póvoa de Varzim                                 |  |
| 16:00           | Hugo Gaspar 21 pkt | raport                                  | Nikola Kovačević 18 pkt Miloš Nikić 18 pkt | Widzów: 2573 Sędziowie: Abdullah Ali al-Khelaifi i Hennadij Kondakow |  |

| 26 czerwca 2011 | Portugalia             | 1:3 (14:25, 27:25, 19:25, 22:25) | Serbia               | Pavilhão Desportivo, Póvoa de Varzim                                 |  |
| 16:10           | Valdir Sequeira 14 pkt | raport                           | Saša Starović 16 pkt | Widzów: 2015 Sędziowie: Hennadij Kondakow i Abdullah Ali al-Khelaifi |  |

6. kolejka
| 29 czerwca 2011 | Serbia                  | 3:1 (25:18, 23:25, 25:18, 25:22) | Argentyna            | SPC Vojvodina, Nowy Sad                                           |  |
| 20:10           | Nikola Kovačević 17 pkt | raport                           | Facundo Conte 21 pkt | Widzów: 7100 Sędziowie: Liu Jiang i Susana María Rodríguez Játiva |  |

| 30 czerwca 2011 | Serbia                | 0:3 (23:25, 25:27, 21:25) | Argentyna            | Hala Pionir, Belgrad                                              |  |
| 20:10           | Tomislav Dokić 15 pkt | raport                    | Facundo Conte 16 pkt | Widzów: 7200 Sędziowie: Susana María Rodríguez Játiva i Liu Jiang |  |

| 30 czerwca 2011 | Finlandia            | 3:2 (22:25, 16:25, 25:19, 25:17, 15:13) | Portugalia             | Tampereen jäähalli, Tampere                                      |  |
| 18:40           | Mikko Oivanen 26 pkt | raport                                  | Valdir Sequeira 19 pkt | Widzów: 2850 Sędziowie: Omelio Pérez Castillo i Volker Schiemenz |  |

| 1 lipca 2011 | Finlandia            | 3:0 (25:21, 25:21, 25:22) | Portugalia            | Tampereen jäähalli, Tampere                                      |  |
| 18:40        | Mikko Oivanen 16 pkt | raport                    | Valdir Sequeira 9 pkt | Widzów: 3200 Sędziowie: Volker Schiemenz i Omelio Pérez Castillo |  |

## Spotkania 1. kolejki

### Argentyna - Serbia (1. mecz)
Sobota, 28 maja 2011 – 18:10 (UTC-3) • Newell's Old Boys Stadium, Rosario
Widzów: 5 600
Czas trwania meczu: 79 minut
Sędziowie: Fabrizio Pasqali (Włochy) i Omelio Pérez Castillo (Kuba)
| Argentyna            | 0:3                                         | Serbia                  |
| Facundo Conte 12 pkt | (14:25, 21:25, 22:25) raport P-2 raport P-3 | Dragan Stanković 12 pkt |

| Poz.         | Nr | Zawodnik         | 1           | 2           | 3           | 4 | 5 | Pkt |
| ------------ | -- | ---------------- | ----------- | ----------- | ----------- | - | - | --- |
| A            | 6  | Gustavo Scholtis | 1 wskładzie | 1 wskładzie |             |   |   | 3   |
| P            | 7  | Facundo Conte    | 1 wskładzie | 1 wskładzie | 1 wskładzie |   |   | 12  |
| P            | 9  | Rodrigo Quiroga  | 1 wskładzie | 1 wskładzie | 1 wskładzie |   |   | 3   |
| Ś            | 11 | Sebastián Solé   | 1 wskładzie | 1 wskładzie | 1 wskładzie |   |   | 9   |
| Ś            | 14 | Pablo Crer       | 1 wskładzie | 1 wskładzie | 1 wskładzie |   |   | 4   |
| R            | 15 | Luciano De Cecco | 1 wskładzie | 1 wskładzie | 1 wskładzie |   |   | 2   |
| L            | 16 | Alexis González  | L           | L           | L           |   |   |     |
| Zmiany       |    |                  |             |             |             |   |   |     |
| P            | 4  | Lucas Ocampo     | 2 zmiana    |             |             |   |   | 1   |
| R            | 5  | Nicolás Uriarte  | 2 zmiana    | 2 zmiana    |             |   |   |     |
| A            | 12 | Federico Pereyra | 2 zmiana    | 2 zmiana    | 1 wskładzie |   |   | 10  |
| Trener       |    |                  |             |             |             |   |   |     |
| Javier Weber |    |                  |             |             |             |   |   |     |

| Poz.           | Nr | Zawodnik          | 1           | 2           | 3           | 4 | 5 | Pkt |
| -------------- | -- | ----------------- | ----------- | ----------- | ----------- | - | - | --- |
| P              | 1  | Nikola Kovačević  | 1 wskładzie | 1 wskładzie | 1 wskładzie |   |   | 11  |
| R              | 5  | Vlado Petković    | 1 wskładzie | 1 wskładzie | 1 wskładzie |   |   | 1   |
| Ś              | 7  | Dragan Stanković  | 1 wskładzie | 1 wskładzie | 1 wskładzie |   |   | 12  |
| P              | 10 | Miloš Nikić       | 1 wskładzie | 1 wskładzie | 1 wskładzie |   |   | 11  |
| A              | 15 | Saša Starović     | 1 wskładzie | 1 wskładzie | 1 wskładzie |   |   | 11  |
| Ś              | 18 | Marko Podraščanin | 1 wskładzie | 1 wskładzie | 1 wskładzie |   |   | 7   |
| L              | 19 | Nikola Rosić      | L           | L           | L           |   |   |     |
| Zmiany         |    |                   |             |             |             |   |   |     |
| P              | 6  | Miloš Terzić      |             |             | 2 zmiana    |   |   |     |
| A              | 13 | Tomislav Dokić    | 2 zmiana    | 2 zmiana    | 2 zmiana    |   |   |     |
| R              | 16 | Veljko Petković   | 2 zmiana    | 2 zmiana    |             |   |   |     |
| Trener         |    |                   |             |             |             |   |   |     |
| Igor Kolaković |    |                   |             |             |             |   |   |     |

Statystyki meczowe
| Argentyna | STATYSTYKI        | Serbia |
| 57        | MAŁE PUNKTY       | 75     |
| 36        | ATAK              | 39     |
| 6         | BLOK              | 8      |
| 2         | SERWIS            | 6      |
| 13        | BŁĘDY PRZECIWNIKA | 22     |

### Argentyna - Serbia (2. mecz)
Niedziela, 29 maja 2011 – 18:10 (UTC-3) • Newell's Old Boys Stadium, Rosario
Widzów: 4 850
Czas trwania meczu: 87 minut
Sędziowie: Omelio Pérez Castillo (Kuba) i Fabrizio Pasqali (Włochy)
| Argentyna            | 3:0                                         | Serbia               |
| Facundo Conte 18 pkt | (25:21, 26:24, 25:20) raport P-2 raport P-3 | Saša Starović 11 pkt |

| Poz.         | Nr | Zawodnik         | 1           | 2           | 3           | 4 | 5 | Pkt |
| ------------ | -- | ---------------- | ----------- | ----------- | ----------- | - | - | --- |
| A            | 6  | Gustavo Scholtis | 1 wskładzie | 1 wskładzie | 1 wskładzie |   |   | 9   |
| P            | 7  | Facundo Conte    | 1 wskładzie | 1 wskładzie | 1 wskładzie |   |   | 18  |
| P            | 9  | Rodrigo Quiroga  | 1 wskładzie | 1 wskładzie | 1 wskładzie |   |   | 6   |
| Ś            | 11 | Sebastián Solé   | 1 wskładzie | 1 wskładzie | 1 wskładzie |   |   | 10  |
| Ś            | 14 | Pablo Crer       | 1 wskładzie | 1 wskładzie | 1 wskładzie |   |   | 7   |
| R            | 15 | Luciano De Cecco | 1 wskładzie | 1 wskładzie | 1 wskładzie |   |   | 6   |
| L            | 16 | Alexis González  | L           | L           | L           |   |   |     |
| Zmiany       |    |                  |             |             |             |   |   |     |
| R            | 5  | Nicolás Uriarte  | 2 zmiana    | 2 zmiana    | 2 zmiana    |   |   |     |
| A            | 12 | Federico Pereyra | 2 zmiana    | 2 zmiana    | 2 zmiana    |   |   | 1   |
| Trener       |    |                  |             |             |             |   |   |     |
| Javier Weber |    |                  |             |             |             |   |   |     |

| Poz.           | Nr | Zawodnik          | 1           | 2           | 3           | 4 | 5 | Pkt |
| -------------- | -- | ----------------- | ----------- | ----------- | ----------- | - | - | --- |
| P              | 1  | Nikola Kovačević  | 1 wskładzie | 1 wskładzie | 1 wskładzie |   |   | 9   |
| R              | 5  | Vlado Petković    | 1 wskładzie | 1 wskładzie | 1 wskładzie |   |   | 1   |
| Ś              | 7  | Dragan Stanković  | 1 wskładzie | 1 wskładzie | 1 wskładzie |   |   | 9   |
| P              | 10 | Miloš Nikić       | 1 wskładzie | 1 wskładzie | 1 wskładzie |   |   | 9   |
| A              | 15 | Saša Starović     | 1 wskładzie | 1 wskładzie | 1 wskładzie |   |   | 11  |
| Ś              | 18 | Marko Podraščanin | 1 wskładzie | 1 wskładzie | 1 wskładzie |   |   | 6   |
| L              | 19 | Nikola Rosić      | L           | L           | L           |   |   |     |
| Zmiany         |    |                   |             |             |             |   |   |     |
| P              | 4  | Bojan Janić       |             | 2 zmiana    |             |   |   |     |
| P              | 6  | Miloš Terzić      | 2 zmiana    | 2 zmiana    | 2 zmiana    |   |   |     |
| Ś              | 12 | Milan Rašić       | 2 zmiana    |             | 2 zmiana    |   |   |     |
| R              | 16 | Veljko Petković   |             |             | 2 zmiana    |   |   |     |
| Trener         |    |                   |             |             |             |   |   |     |
| Igor Kolaković |    |                   |             |             |             |   |   |     |

Statystyki meczowe
| Argentyna | STATYSTYKI        | Serbia |
| 76        | MAŁE PUNKTY       | 65     |
| 41        | ATAK              | 41     |
| 13        | BLOK              | 4      |
| 3         | SERWIS            | 0      |
| 19        | BŁĘDY PRZECIWNIKA | 20     |

### Portugalia - Finlandia (1. mecz)
Sobota, 28 maja 2011 – 16:00 (UTC+1) • Pavilhão Desportivo, Póvoa de Varzim
Widzów: 2 000
Czas trwania meczu: 147 minut
Sędziowie: Dariusz Jasiński (Polska) i Jaafar Ebrahim Ali (Bahrajn)
| Portugalia       | 3:2                                                       | Finlandia            |
| João José 18 pkt | (23:25, 27:25, 25:21, 24:26, 15:13) raport P-2 raport P-3 | Mikko Oivanen 32 pkt |

| Poz.      | Nr | Zawodnik           | 1           | 2           | 3           | 4           | 5           | Pkt |
| --------- | -- | ------------------ | ----------- | ----------- | ----------- | ----------- | ----------- | --- |
| Ś         | 4  | João Malveiro      | 1 wskładzie | 1 wskładzie | 1 wskładzie | 1 wskładzie | 1 wskładzie | 17  |
| R         | 8  | Tiago Violas       | 1 wskładzie | 1 wskładzie | 1 wskładzie | 1 wskładzie | 1 wskładzie | 3   |
| Ś         | 12 | João José          | 1 wskładzie | 1 wskładzie | 1 wskładzie | 1 wskładzie | 1 wskładzie | 18  |
| A         | 13 | Valdir Sequeira    | 1 wskładzie | 1 wskładzie |             | 4 pusty     | 4 pusty     | 6   |
| P         | 14 | Flávio Cruz        | 1 wskładzie | 1 wskładzie | 1 wskładzie | 1 wskładzie | 1 wskładzie | 14  |
| P         | 18 | André Lopes        | 1 wskładzie | 1 wskładzie | 1 wskładzie | 1 wskładzie | 1 wskładzie | 12  |
| L         | 2  | Carlos Teixeira    | L           | L           | L           | L           | L           |     |
| Zmiany    |    |                    |             |             |             |             |             |     |
| P         | 6  | Alexandre Ferreira |             |             |             | 4 pusty     | 2 zmiana    |     |
| R         | 9  | Carlos Fidalgo     | 2 zmiana    | 2 zmiana    |             | 2 zmiana    | 2 zmiana    |     |
| A         | 16 | Hugo Gaspar        |             | 2 zmiana    | 1 wskładzie | 1 wskładzie | 1 wskładzie | 17  |
| Trener    |    |                    |             |             |             |             |             |     |
| Juan Diaz |    |                    |             |             |             |             |             |     |

| Poz.              | Nr | Zawodnik          | 1           | 2           | 3           | 4           | 5           | Pkt |
| ----------------- | -- | ----------------- | ----------- | ----------- | ----------- | ----------- | ----------- | --- |
| R                 | 2  | Eemi Tervaportti  | 1 wskładzie | 1 wskładzie | 1 wskładzie | 1 wskładzie | 1 wskładzie | 2   |
| P                 | 5  | Antti Siltala     | 1 wskładzie | 1 wskładzie | 1 wskładzie | 1 wskładzie | 1 wskładzie | 9   |
| P                 | 10 | Urpo Sivula       | 1 wskładzie |             | 2 zmiana    | 4 pusty     | 4 pusty     | 1   |
| A                 | 13 | Mikko Oivanen     | 1 wskładzie | 1 wskładzie | 1 wskładzie | 1 wskładzie | 1 wskładzie | 32  |
| Ś                 | 14 | Konstantin Shumov | 1 wskładzie | 1 wskładzie | 1 wskładzie | 1 wskładzie | 1 wskładzie | 16  |
| Ś                 | 15 | Matti Oivanen     | 1 wskładzie | 1 wskładzie | 1 wskładzie | 1 wskładzie | 1 wskładzie | 10  |
| L                 | 20 | Jarmo Korhonen    | L           | L           | L           | L           | L           |     |
| Zmiany            |    |                   |             |             |             |             |             |     |
| P                 | 6  | Tuomas Sammelvuo  |             |             | 2 zmiana    | 1 wskładzie | 1 wskładzie | 8   |
| P                 | 7  | Matti Hietanen    | 2 zmiana    | 1 wskładzie | 1 wskładzie | 2 zmiana    | 4 pusty     | 4   |
| P                 | 8  | Jari Tuominen     | 2 zmiana    | 2 zmiana    | 2 zmiana    | 2 zmiana    | 2 zmiana    |     |
| Ś                 | 18 | Jukka Lehtonen    |             | 2 zmiana    |             | 4 pusty     | 2 zmiana    |     |
| Trener            |    |                   |             |             |             |             |             |     |
| Daniel Castellani |    |                   |             |             |             |             |             |     |

Statystyki meczowe
| Portugalia | STATYSTYKI        | Finlandia |
| 114        | MAŁE PUNKTY       | 110       |
| 69         | ATAK              | 59        |
| 14         | BLOK              | 20        |
| 4          | SERWIS            | 3         |
| 27         | BŁĘDY PRZECIWNIKA | 28        |

### Portugalia - Finlandia (2. mecz)
Niedziela, 29 maja 2011 – 16:00 (UTC+1) • Pavilhão Desportivo, Póvoa de Varzim
Widzów: 2 160
Czas trwania meczu: 119 minut
Sędziowie: Jaafar Ebrahim Ali (Bahrajn) i Dariusz Jasiński (Polska)
| Portugalia         | 3:1                                                | Finlandia            |
| Flávio Cruz 15 pkt | (25:18, 23:25, 25:21, 25:23) raport P-2 raport P-3 | Antti Siltala 15 pkt |

| Poz.      | Nr | Zawodnik           | 1           | 2           | 3           | 4           | 5 | Pkt |
| --------- | -- | ------------------ | ----------- | ----------- | ----------- | ----------- | - | --- |
| Ś         | 4  | João Malveiro      | 1 wskładzie | 1 wskładzie | 1 wskładzie | 1 wskładzie |   | 12  |
| R         | 8  | Tiago Violas       | 1 wskładzie | 1 wskładzie | 1 wskładzie | 1 wskładzie |   | 6   |
| Ś         | 12 | João José          | 1 wskładzie | 1 wskładzie | 1 wskładzie | 1 wskładzie |   | 14  |
| P         | 14 | Flávio Cruz        | 1 wskładzie | 1 wskładzie | 1 wskładzie | 1 wskładzie |   | 15  |
| A         | 16 | Hugo Gaspar        | 1 wskładzie | 1 wskładzie | 1 wskładzie | 4 pusty     |   | 12  |
| P         | 18 | André Lopes        | 1 wskładzie | 1 wskładzie | 1 wskładzie | 1 wskładzie |   | 9   |
| L         | 2  | Carlos Teixeira    | L           | L           | L           | L           |   |     |
| Zmiany    |    |                    |             |             |             |             |   |     |
| P         | 3  | Manuel Silva       |             |             | 2 zmiana    | 4 pusty     |   | 4   |
| P         | 6  | Alexandre Ferreira |             |             |             | 2 zmiana    |   |     |
| R         | 9  | Carlos Fidalgo     |             | 2 zmiana    |             | 2 zmiana    |   |     |
| A         | 13 | Valdir Sequeira    |             |             | 2 zmiana    | 1 wskładzie |   | 5   |
| Trener    |    |                    |             |             |             |             |   |     |
| Juan Diaz |    |                    |             |             |             |             |   |     |

| Poz.              | Nr | Zawodnik          | 1           | 2           | 3           | 4           | 5 | Pkt |
| ----------------- | -- | ----------------- | ----------- | ----------- | ----------- | ----------- | - | --- |
| R                 | 2  | Eemi Tervaportti  | 1 wskładzie | 1 wskładzie | 1 wskładzie | 1 wskładzie |   | 4   |
| P                 | 5  | Antti Siltala     | 1 wskładzie | 1 wskładzie | 1 wskładzie | 1 wskładzie |   | 15  |
| P                 | 10 | Urpo Sivula       | 1 wskładzie |             |             | 2 zmiana    |   | 8   |
| A                 | 13 | Mikko Oivanen     | 1 wskładzie | 1 wskładzie | 1 wskładzie | 1 wskładzie |   | 8   |
| Ś                 | 14 | Konstantin Shumov | 1 wskładzie | 1 wskładzie | 1 wskładzie | 1 wskładzie |   | 5   |
| Ś                 | 15 | Matti Oivanen     | 1 wskładzie | 1 wskładzie | 1 wskładzie | 1 wskładzie |   | 9   |
| L                 | 20 | Jarmo Korhonen    | L           | L           | L           | L           |   |     |
| Zmiany            |    |                   |             |             |             |             |   |     |
| P                 | 6  | Tuomas Sammelvuo  | 2 zmiana    |             |             | 2 zmiana    |   |     |
| P                 | 7  | Matti Hietanen    |             | 1 wskładzie | 1 wskładzie | 1 wskładzie |   | 7   |
| P                 | 8  | Jari Tuominen     |             |             | 2 zmiana    | 2 zmiana    |   | 1   |
| R                 | 17 | Jani Sippola      | 2 zmiana    | 2 zmiana    | 2 zmiana    | 2 zmiana    |   |     |
| Ś                 | 18 | Jukka Lehtonen    |             |             |             | 2 zmiana    |   | 2   |
| Trener            |    |                   |             |             |             |             |   |     |
| Daniel Castellani |    |                   |             |             |             |             |   |     |

Statystyki meczowe
| Portugalia | STATYSTYKI        | Finlandia |
| 98         | MAŁE PUNKTY       | 87        |
| 58         | ATAK              | 46        |
| 11         | BLOK              | 12        |
| 8          | SERWIS            | 1         |
| 21         | BŁĘDY PRZECIWNIKA | 28        |

## Spotkania 2. kolejki

### Serbia - Finlandia (1. mecz)
Piątek, 3 czerwca 2011 – 20:10 (UTC+2) • Hala Pionir, Belgrad
Widzów: 1 120
Czas trwania meczu: 122 minuty
Sędziowie: Abdullah al-Enezi (Kuwejt) i Luo Wensheng (Chiny)
| Serbia               | 1:3                                                | Finlandia            |
| Saša Starović 21 pkt | (27:25, 24:26, 20:25, 25:27) raport P-2 raport P-3 | Mikko Oivanen 26 pkt |

| Poz.           | Nr | Zawodnik          | 1           | 2           | 3           | 4           | 5 | Pkt |
| -------------- | -- | ----------------- | ----------- | ----------- | ----------- | ----------- | - | --- |
| P              | 1  | Nikola Kovačević  | 1 wskładzie | 1 wskładzie | 1 wskładzie | 1 wskładzie |   | 12  |
| R              | 5  | Vlado Petković    | 1 wskładzie | 1 wskładzie | 1 wskładzie | 1 wskładzie |   | 4   |
| Ś              | 7  | Dragan Stanković  | 1 wskładzie | 1 wskładzie | 1 wskładzie | 1 wskładzie |   | 7   |
| P              | 10 | Miloš Nikić       | 1 wskładzie | 1 wskładzie | 1 wskładzie | 1 wskładzie |   | 9   |
| A              | 15 | Saša Starović     | 1 wskładzie | 1 wskładzie | 1 wskładzie | 1 wskładzie |   | 21  |
| Ś              | 18 | Marko Podraščanin | 1 wskładzie | 1 wskładzie | 1 wskładzie | 1 wskładzie |   | 10  |
| L              | 19 | Nikola Rosić      | L           | L           | L           | L           |   |     |
| Zmiany         |    |                   |             |             |             |             |   |     |
| P              | 4  | Bojan Janić       |             |             |             | 2 zmiana    |   |     |
| P              | 6  | Miloš Terzić      | 2 zmiana    | 2 zmiana    |             | 2 zmiana    |   | 5   |
| A              | 13 | Tomislav Dokić    |             | 2 zmiana    | 2 zmiana    | 2 zmiana    |   | 4   |
| R              | 16 | Veljko Petković   |             | 2 zmiana    |             | 4 pusty     |   |     |
| Ś              | 17 | Borislav Petrović |             |             | 2 zmiana    | 4 pusty     |   | 1   |
| Trener         |    |                   |             |             |             |             |   |     |
| Igor Kolaković |    |                   |             |             |             |             |   |     |

| Poz.              | Nr | Zawodnik          | 1           | 2           | 3           | 4           | 5 | Pkt |
| ----------------- | -- | ----------------- | ----------- | ----------- | ----------- | ----------- | - | --- |
| R                 | 3  | Mikko Esko        | 1 wskładzie | 1 wskładzie | 1 wskładzie | 1 wskładzie |   | 2   |
| P                 | 5  | Antti Siltala     | 1 wskładzie | 1 wskładzie | 1 wskładzie | 1 wskładzie |   | 14  |
| P                 | 7  | Matti Hietanen    | 1 wskładzie | 1 wskładzie | 1 wskładzie | 1 wskładzie |   | 15  |
| A                 | 13 | Mikko Oivanen     | 1 wskładzie | 1 wskładzie | 1 wskładzie | 1 wskładzie |   | 26  |
| Ś                 | 14 | Konstantin Shumov | 1 wskładzie | 1 wskładzie | 1 wskładzie | 1 wskładzie |   | 7   |
| Ś                 | 18 | Jukka Lehtonen    | 1 wskładzie | 1 wskładzie | 1 wskładzie | 1 wskładzie |   | 9   |
| L                 | 20 | Jarmo Korhonen    | L           | L           | L           | L           |   |     |
| Zmiany            |    |                   |             |             |             |             |   |     |
| Ś                 | 1  | Sauli Sinkkonen   | 2 zmiana    |             |             | 4 pusty     |   |     |
| R                 | 2  | Eemi Tervaportti  |             |             |             | 2 zmiana    |   |     |
| P                 | 6  | Tuomas Sammelvuo  |             | 2 zmiana    |             | 4 pusty     |   | 1   |
| P                 | 8  | Jari Tuominen     |             | 2 zmiana    |             | 2 zmiana    |   |     |
| P                 | 10 | Urpo Sivula       |             | 2 zmiana    |             | 4 pusty     |   | 1   |
| Trener            |    |                   |             |             |             |             |   |     |
| Daniel Castellani |    |                   |             |             |             |             |   |     |

Statystyki meczowe
| Serbia | STATYSTYKI        | Finlandia |
| 96     | MAŁE PUNKTY       | 103       |
| 60     | ATAK              | 55        |
| 7      | BLOK              | 15        |
| 6      | SERWIS            | 5         |
| 23     | BŁĘDY PRZECIWNIKA | 28        |

### Serbia - Finlandia (2. mecz)
Sobota, 4 czerwca 2011 – 20:10 (UTC+2) • Hala Pionir, Belgrad
Widzów: 1 750
Czas trwania meczu: 77 minut
Sędziowie: Luo Wensheng (Chiny) i Abdullah al-Enezi (Kuwejt)
| Serbia             | 3:0                                         | Finlandia                                   |
| Miloš Nikić 13 pkt | (25:21, 25:15, 25:21) raport P-2 raport P-3 | Antti Siltala 9 pkt Konstantin Shumov 9 pkt |

| Poz.           | Nr | Zawodnik          | 1           | 2           | 3           | 4 | 5 | Pkt |
| -------------- | -- | ----------------- | ----------- | ----------- | ----------- | - | - | --- |
| P              | 1  | Nikola Kovačević  | 1 wskładzie | 1 wskładzie | 1 wskładzie |   |   | 11  |
| R              | 5  | Vlado Petković    | 1 wskładzie | 1 wskładzie | 1 wskładzie |   |   | 1   |
| Ś              | 7  | Dragan Stanković  | 1 wskładzie | 1 wskładzie | 1 wskładzie |   |   | 9   |
| P              | 10 | Miloš Nikić       | 1 wskładzie | 1 wskładzie | 1 wskładzie |   |   | 13  |
| A              | 15 | Saša Starović     | 1 wskładzie | 1 wskładzie | 1 wskładzie |   |   | 12  |
| Ś              | 18 | Marko Podraščanin | 1 wskładzie | 1 wskładzie | 1 wskładzie |   |   | 9   |
| L              | 19 | Nikola Rosić      | L           | L           | L           |   |   |     |
| Zmiany         |    |                   |             |             |             |   |   |     |
| P              | 4  | Bojan Janić       |             | 2 zmiana    |             |   |   |     |
| P              | 6  | Miloš Terzić      | 2 zmiana    |             | 2 zmiana    |   |   |     |
| Ś              | 12 | Milan Rašić       | 2 zmiana    |             |             |   |   |     |
| A              | 13 | Tomislav Dokić    |             |             | 2 zmiana    |   |   |     |
| Trener         |    |                   |             |             |             |   |   |     |
| Igor Kolaković |    |                   |             |             |             |   |   |     |

| Poz.              | Nr | Zawodnik          | 1           | 2           | 3           | 4 | 5 | Pkt |
| ----------------- | -- | ----------------- | ----------- | ----------- | ----------- | - | - | --- |
| R                 | 3  | Mikko Esko        | 1 wskładzie | 1 wskładzie | 1 wskładzie |   |   | 1   |
| P                 | 5  | Antti Siltala     | 1 wskładzie | 1 wskładzie | 1 wskładzie |   |   | 9   |
| P                 | 7  | Matti Hietanen    | 1 wskładzie | 1 wskładzie | 2 zmiana    |   |   | 4   |
| A                 | 13 | Mikko Oivanen     | 1 wskładzie | 1 wskładzie | 1 wskładzie |   |   | 7   |
| Ś                 | 14 | Konstantin Shumov | 1 wskładzie | 1 wskładzie | 1 wskładzie |   |   | 9   |
| Ś                 | 18 | Jukka Lehtonen    | 1 wskładzie | 1 wskładzie | 1 wskładzie |   |   | 1   |
| L                 | 20 | Jarmo Korhonen    | L           | L           | L           |   |   |     |
| Zmiany            |    |                   |             |             |             |   |   |     |
| Ś                 | 1  | Sauli Sinkkonen   |             |             | 2 zmiana    |   |   |     |
| R                 | 2  | Eemi Tervaportti  | 2 zmiana    | 2 zmiana    |             |   |   |     |
| P                 | 6  | Tuomas Sammelvuo  |             |             | 1 wskładzie |   |   | 3   |
| P                 | 8  | Jari Tuominen     | 2 zmiana    | 2 zmiana    | 2 zmiana    |   |   | 1   |
| P                 | 10 | Urpo Sivula       | 2 zmiana    | 2 zmiana    | 2 zmiana    |   |   | 5   |
| Trener            |    |                   |             |             |             |   |   |     |
| Daniel Castellani |    |                   |             |             |             |   |   |     |

Statystyki meczowe
| Serbia | STATYSTYKI        | Finlandia |
| 75     | MAŁE PUNKTY       | 57        |
| 39     | ATAK              | 28        |
| 10     | BLOK              | 7         |
| 6      | SERWIS            | 5         |
| 20     | BŁĘDY PRZECIWNIKA | 17        |

### Portugalia - Argentyna (1. mecz)
Piątek, 3 czerwca 2011 – 21:30 (UTC+1) • Pavilhão Desportivo, Póvoa de Varzim
Widzów: 3 185
Czas trwania meczu: 78 minut
Sędziowie: Pawieł Anderson (Rosja) i Peter Bajci (Słowacja)
| Portugalia             | 0:3                                         | Argentyna               |
| Valdir Sequeira 11 pkt | (21:25, 20:25, 19:25) raport P-2 raport P-3 | Federico Pereyra 15 pkt |

| Poz.      | Nr | Zawodnik        | 1           | 2           | 3           | 4 | 5 | Pkt |
| --------- | -- | --------------- | ----------- | ----------- | ----------- | - | - | --- |
| P         | 3  | Manuel Silva    | 1 wskładzie | 2 zmiana    |             |   |   | 1   |
| Ś         | 4  | João Malveiro   | 1 wskładzie |             |             |   |   |     |
| R         | 8  | Tiago Violas    | 1 wskładzie | 1 wskładzie | 1 wskładzie |   |   | 2   |
| Ś         | 12 | João José       | 1 wskładzie | 1 wskładzie | 1 wskładzie |   |   | 4   |
| A         | 13 | Valdir Sequeira | 1 wskładzie | 1 wskładzie | 1 wskładzie |   |   | 11  |
| P         | 14 | Flávio Cruz     | 1 wskładzie | 1 wskładzie | 1 wskładzie |   |   | 10  |
| L         | 2  | Carlos Teixeira | L           | L           | L           |   |   |     |
| Zmiany    |    |                 |             |             |             |   |   |     |
| R         | 9  | Carlos Fidalgo  |             | 2 zmiana    |             |   |   |     |
| Ś         | 15 | Rui Santos      | 2 zmiana    | 1 wskładzie | 1 wskładzie |   |   | 3   |
| A         | 16 | Hugo Gaspar     |             |             | 2 zmiana    |   |   |     |
| P         | 18 | André Lopes     | 2 zmiana    | 1 wskładzie | 1 wskładzie |   |   | 5   |
| Trener    |    |                 |             |             |             |   |   |     |
| Juan Diaz |    |                 |             |             |             |   |   |     |

| Poz.         | Nr | Zawodnik         | 1           | 2           | 3           | 4 | 5 | Pkt |
| ------------ | -- | ---------------- | ----------- | ----------- | ----------- | - | - | --- |
| P            | 7  | Facundo Conte    | 1 wskładzie | 1 wskładzie | 1 wskładzie |   |   | 8   |
| P            | 9  | Rodrigo Quiroga  | 1 wskładzie | 1 wskładzie | 1 wskładzie |   |   | 8   |
| Ś            | 11 | Sebastián Solé   | 1 wskładzie | 1 wskładzie | 1 wskładzie |   |   | 12  |
| A            | 12 | Federico Pereyra | 1 wskładzie | 1 wskładzie | 1 wskładzie |   |   | 15  |
| Ś            | 14 | Pablo Crer       | 1 wskładzie | 1 wskładzie | 1 wskładzie |   |   | 5   |
| R            | 15 | Luciano De Cecco | 1 wskładzie | 1 wskładzie | 1 wskładzie |   |   | 4   |
| L            | 18 | Franco López     | L           | L           | L           |   |   |     |
| Trener       |    |                  |             |             |             |   |   |     |
| Javier Weber |    |                  |             |             |             |   |   |     |

Statystyki meczowe
| Portugalia | STATYSTYKI        | Argentyna |
| 60         | MAŁE PUNKTY       | 75        |
| 28         | ATAK              | 44        |
| 6          | BLOK              | 5         |
| 2          | SERWIS            | 3         |
| 24         | BŁĘDY PRZECIWNIKA | 23        |

### Portugalia - Argentyna (2. mecz)
Sobota, 4 czerwca 2011 – 16:00 (UTC+1) • Pavilhão Desportivo, Póvoa de Varzim
Widzów: 3 091
Czas trwania meczu: 102 minuty
Sędziowie: Peter Bajci (Słowacja) i Pawieł Anderson (Rosja)
| Portugalia         | 1:3                                                | Argentyna             |
| Hugo Gaspar 15 pkt | (23:25, 21:25, 25:14, 22:25) raport P-2 raport P-3 | Gabriel Arroyo 15 pkt |

| Poz.      | Nr | Zawodnik        | 1           | 2           | 3           | 4           | 5 | Pkt |
| --------- | -- | --------------- | ----------- | ----------- | ----------- | ----------- | - | --- |
| Ś         | 4  | João Malveiro   | 1 wskładzie |             |             | 4 pusty     |   |     |
| R         | 8  | Tiago Violas    | 1 wskładzie | 1 wskładzie | 1 wskładzie | 1 wskładzie |   | 3   |
| Ś         | 12 | João José       | 1 wskładzie | 1 wskładzie | 1 wskładzie | 1 wskładzie |   | 10  |
| P         | 14 | Flávio Cruz     | 1 wskładzie | 1 wskładzie | 1 wskładzie | 1 wskładzie |   | 14  |
| A         | 16 | Hugo Gaspar     | 1 wskładzie | 1 wskładzie | 1 wskładzie | 1 wskładzie |   | 15  |
| P         | 18 | André Lopes     | 1 wskładzie | 1 wskładzie | 1 wskładzie | 4 pusty     |   | 6   |
| L         | 2  | Carlos Teixeira | L           | L           | L           | L           |   |     |
| Zmiany    |    |                 |             |             |             |             |   |     |
| P         | 3  | Manuel Silva    |             |             | 2 zmiana    | 1 wskładzie |   | 10  |
| R         | 9  | Carlos Fidalgo  |             | 2 zmiana    |             | 2 zmiana    |   |     |
| A         | 13 | Valdir Sequeira |             |             |             | 2 zmiana    |   | 2   |
| Ś         | 15 | Rui Santos      | 2 zmiana    | 1 wskładzie | 1 wskładzie | 1 wskładzie |   | 3   |
| Trener    |    |                 |             |             |             |             |   |     |
| Juan Diaz |    |                 |             |             |             |             |   |     |

| Poz.         | Nr | Zawodnik         | 1           | 2           | 3           | 4           | 5 | Pkt |
| ------------ | -- | ---------------- | ----------- | ----------- | ----------- | ----------- | - | --- |
| Ś            | 1  | Gabriel Arroyo   | 1 wskładzie | 1 wskładzie | 1 wskładzie | 1 wskładzie |   | 15  |
| P            | 7  | Facundo Conte    | 1 wskładzie | 1 wskładzie | 1 wskładzie | 1 wskładzie |   | 14  |
| P            | 9  | Rodrigo Quiroga  | 1 wskładzie | 1 wskładzie | 1 wskładzie | 1 wskładzie |   | 11  |
| Ś            | 11 | Sebastián Solé   | 1 wskładzie | 1 wskładzie |             | 4 pusty     |   | 1   |
| A            | 12 | Federico Pereyra | 1 wskładzie | 1 wskładzie |             | 4 pusty     |   | 7   |
| R            | 15 | Luciano De Cecco | 1 wskładzie | 1 wskładzie | 1 wskładzie | 1 wskładzie |   | 5   |
| L            | 18 | Franco López     | L           | L           | L           | L           |   |     |
| Zmiany       |    |                  |             |             |             |             |   |     |
| P            | 4  | Lucas Ocampo     |             |             | 2 zmiana    | 4 pusty     |   |     |
| A            | 10 | Diego Bonini     |             |             | 1 wskładzie | 1 wskładzie |   | 8   |
| Ś            | 14 | Pablo Crer       |             | 2 zmiana    | 1 wskładzie | 1 wskładzie |   | 4   |
| Trener       |    |                  |             |             |             |             |   |     |
| Javier Weber |    |                  |             |             |             |             |   |     |

Statystyki meczowe
| Portugalia | STATYSTYKI        | Argentyna |
| 91         | MAŁE PUNKTY       | 89        |
| 49         | ATAK              | 47        |
| 11         | BLOK              | 14        |
| 3          | SERWIS            | 4         |
| 28         | BŁĘDY PRZECIWNIKA | 24        |

## Spotkania 3. kolejki

### Finlandia - Argentyna (1. mecz)
Piątek, 10 czerwca 2011 – 19:10 (UTC+3) • Isku-areena, Lahti
Widzów: 5 120
Czas trwania meczu: 157 minut
Sędziowie: Wiktor Markow (Rosji) i Paulo Turci (Brazylia)
| Finlandia            | 2:3                                                       | Argentyna            |
| Mikko Oivanen 15 pkt | (17:25, 25:21, 20:25, 25:23, 10:15) raport P-2 raport P-3 | Facundo Conte 24 pkt |

| Poz.              | Nr | Zawodnik          | 1           | 2           | 3           | 4           | 5           | Pkt |
| ----------------- | -- | ----------------- | ----------- | ----------- | ----------- | ----------- | ----------- | --- |
| R                 | 3  | Mikko Esko        | 1 wskładzie | 1 wskładzie | 1 wskładzie | 1 wskładzie | 1 wskładzie | 5   |
| P                 | 5  | Antti Siltala     | 1 wskładzie | 1 wskładzie | 1 wskładzie | 1 wskładzie | 1 wskładzie | 12  |
| P                 | 12 | Olli Kunnari      | 1 wskładzie | 1 wskładzie | 1 wskładzie | 4 pusty     | 2 zmiana    | 11  |
| A                 | 13 | Mikko Oivanen     | 1 wskładzie | 1 wskładzie | 1 wskładzie | 1 wskładzie | 1 wskładzie | 15  |
| Ś                 | 14 | Konstantin Shumov | 1 wskładzie | 1 wskładzie | 1 wskładzie | 1 wskładzie | 1 wskładzie | 7   |
| Ś                 | 15 | Matti Oivanen     | 1 wskładzie | 1 wskładzie | 1 wskładzie | 1 wskładzie | 1 wskładzie | 9   |
| L                 | 20 | Jarmo Korhonen    | L           |             |             | 4 pusty     | 4 pusty     |     |
| Zmiany            |    |                   |             |             |             |             |             |     |
| R                 | 2  | Eemi Tervaportti  |             |             |             | 4 pusty     | 2 zmiana    |     |
| L                 | 6  | Tuomas Sammelvuo  | L           | L           | L           | L           | L           |     |
| P                 | 7  | Matti Hietanen    | 2 zmiana    | 2 zmiana    | 2 zmiana    | 1 wskładzie | 1 wskładzie | 9   |
| P                 | 10 | Urpo Sivula       |             |             | 2 zmiana    | 4 pusty     | 2 zmiana    |     |
| Ś                 | 18 | Jukka Lehtonen    |             |             | 2 zmiana    | 2 zmiana    | 4 pusty     |     |
| Trener            |    |                   |             |             |             |             |             |     |
| Daniel Castellani |    |                   |             |             |             |             |             |     |

| Poz.         | Nr | Zawodnik         | 1           | 2           | 3           | 4           | 5           | Pkt |
| ------------ | -- | ---------------- | ----------- | ----------- | ----------- | ----------- | ----------- | --- |
| P            | 7  | Facundo Conte    | 1 wskładzie | 1 wskładzie | 1 wskładzie | 1 wskładzie | 1 wskładzie | 24  |
| P            | 9  | Rodrigo Quiroga  | 1 wskładzie | 1 wskładzie | 1 wskładzie | 1 wskładzie | 1 wskładzie | 15  |
| Ś            | 11 | Sebastián Solé   | 1 wskładzie | 1 wskładzie | 1 wskładzie | 1 wskładzie | 1 wskładzie | 9   |
| A            | 12 | Federico Pereyra | 1 wskładzie | 1 wskładzie | 1 wskładzie | 1 wskładzie | 1 wskładzie | 16  |
| Ś            | 14 | Pablo Crer       | 1 wskładzie | 1 wskładzie | 1 wskładzie | 1 wskładzie | 1 wskładzie | 16  |
| R            | 15 | Luciano De Cecco | 1 wskładzie | 1 wskładzie | 1 wskładzie | 1 wskładzie | 1 wskładzie | 6   |
| L            | 18 | Franco López     | L           | L           | L           | L           | L           |     |
| Zmiany       |    |                  |             |             |             |             |             |     |
| Ś            | 1  | Gabriel Arroyo   |             | 2 zmiana    |             | 4 pusty     | 4 pusty     | 1   |
| P            | 4  | Lucas Ocampo     |             |             |             | 2 zmiana    | 4 pusty     | 1   |
| Trener       |    |                  |             |             |             |             |             |     |
| Javier Weber |    |                  |             |             |             |             |             |     |

Statystyki meczowe
| Finlandia | STATYSTYKI        | Argentyna |
| 97        | MAŁE PUNKTY       | 109       |
| 53        | ATAK              | 68        |
| 10        | BLOK              | 12        |
| 5         | SERWIS            | 8         |
| 29        | BŁĘDY PRZECIWNIKA | 21        |

### Finlandia - Argentyna (2. mecz)
Sobota, 11 czerwca 2011 – 19:10 (UTC+3) • Isku-areena, Lahti
Widzów: 5 509
Czas trwania meczu: 99 minut
Sędziowie: Paulo Turci (Brazylia) i Wiktor Markow (Rosji)
| Finlandia            | 0:3                                         | Argentyna            |
| Mikko Oivanen 14 pkt | (21:25, 24:26, 19:25) raport P-2 raport P-3 | Facundo Conte 16 pkt |

| Poz.              | Nr | Zawodnik          | 1           | 2           | 3           | 4 | 5 | Pkt |
| ----------------- | -- | ----------------- | ----------- | ----------- | ----------- | - | - | --- |
| R                 | 3  | Mikko Esko        | 1 wskładzie | 1 wskładzie | 1 wskładzie |   |   | 1   |
| P                 | 5  | Antti Siltala     | 1 wskładzie | 1 wskładzie | 1 wskładzie |   |   | 10  |
| P                 | 7  | Matti Hietanen    | 1 wskładzie | 1 wskładzie | 1 wskładzie |   |   | 6   |
| A                 | 13 | Mikko Oivanen     | 1 wskładzie | 1 wskładzie | 1 wskładzie |   |   | 14  |
| Ś                 | 14 | Konstantin Shumov | 1 wskładzie | 1 wskładzie | 1 wskładzie |   |   | 4   |
| Ś                 | 15 | Matti Oivanen     | 1 wskładzie | 1 wskładzie | 1 wskładzie |   |   | 4   |
| L                 | 6  | Tuomas Sammelvuo  | L           | L           | L           |   |   |     |
| Zmiany            |    |                   |             |             |             |   |   |     |
| R                 | 2  | Eemi Tervaportti  |             | 2 zmiana    |             |   |   |     |
| P                 | 8  | Jari Tuominen     | 2 zmiana    | 2 zmiana    | 2 zmiana    |   |   |     |
| P                 | 12 | Olli Kunnari      | 2 zmiana    | 2 zmiana    |             |   |   |     |
| Ś                 | 18 | Jukka Lehtonen    |             |             | 2 zmiana    |   |   | 2   |
| Trener            |    |                   |             |             |             |   |   |     |
| Daniel Castellani |    |                   |             |             |             |   |   |     |

| Poz.         | Nr | Zawodnik         | 1           | 2           | 3           | 4 | 5 | Pkt |
| ------------ | -- | ---------------- | ----------- | ----------- | ----------- | - | - | --- |
| P            | 7  | Facundo Conte    | 1 wskładzie | 1 wskładzie | 1 wskładzie |   |   | 16  |
| P            | 9  | Rodrigo Quiroga  | 1 wskładzie | 1 wskładzie | 1 wskładzie |   |   | 12  |
| Ś            | 11 | Sebastián Solé   | 1 wskładzie | 1 wskładzie | 1 wskładzie |   |   | 11  |
| A            | 12 | Federico Pereyra | 1 wskładzie | 1 wskładzie | 1 wskładzie |   |   | 12  |
| Ś            | 14 | Pablo Crer       | 1 wskładzie | 1 wskładzie | 1 wskładzie |   |   | 9   |
| R            | 15 | Luciano De Cecco | 1 wskładzie | 1 wskładzie | 1 wskładzie |   |   | 1   |
| L            | 18 | Franco López     | L           | L           | L           |   |   |     |
| Trener       |    |                  |             |             |             |   |   |     |
| Javier Weber |    |                  |             |             |             |   |   |     |

Statystyki meczowe
| Finlandia | STATYSTYKI        | Argentyna |
| 64        | MAŁE PUNKTY       | 76        |
| 36        | ATAK              | 47        |
| 3         | BLOK              | 11        |
| 2         | SERWIS            | 3         |
| 23        | BŁĘDY PRZECIWNIKA | 15        |

### Serbia - Portugalia (1. mecz)
Piątek, 10 czerwca 2011 – 20:10 (UTC+2) • Hala Pionir, Belgrad
Widzów: 2 650
Czas trwania meczu: 128 minut
Sędziowie: Ilian Georgiew (Bułgaria) i Martin Hudík (Czechy)
| Serbia               | 2:3                                                       | Portugalia             |
| Saša Starović 27 pkt | (22:25, 25:19, 26:28, 25:23, 13:15) raport P-2 raport P-3 | Valdir Sequeira 34 pkt |

| Poz.           | Nr | Zawodnik          | 1           | 2           | 3           | 4           | 5           | Pkt |
| -------------- | -- | ----------------- | ----------- | ----------- | ----------- | ----------- | ----------- | --- |
| P              | 1  | Nikola Kovačević  | 1 wskładzie | 1 wskładzie | 1 wskładzie | 1 wskładzie | 4 pusty     | 12  |
| R              | 5  | Vlado Petković    | 1 wskładzie | 1 wskładzie | 1 wskładzie | 1 wskładzie | 1 wskładzie | 3   |
| Ś              | 7  | Dragan Stanković  | 1 wskładzie | 1 wskładzie | 1 wskładzie | 1 wskładzie | 1 wskładzie | 8   |
| P              | 10 | Miloš Nikić       | 1 wskładzie | 1 wskładzie |             | 2 zmiana    | 1 wskładzie | 8   |
| A              | 15 | Saša Starović     | 1 wskładzie | 1 wskładzie | 1 wskładzie | 1 wskładzie | 1 wskładzie | 27  |
| Ś              | 18 | Marko Podraščanin | 1 wskładzie | 1 wskładzie | 1 wskładzie | 1 wskładzie | 1 wskładzie | 12  |
| L              | 19 | Nikola Rosić      | L           | L           | L           | L           | L           |     |
| Zmiany         |    |                   |             |             |             |             |             |     |
| P              | 4  | Bojan Janić       |             | 2 zmiana    | 1 wskładzie | 1 wskładzie | 1 wskładzie | 12  |
| Ś              | 12 | Milan Rašić       |             |             | 2 zmiana    | 2 zmiana    | 4 pusty     |     |
| A              | 13 | Tomislav Dokić    | 2 zmiana    |             | 2 zmiana    | 4 pusty     | 4 pusty     |     |
| R              | 16 | Veljko Petković   | 2 zmiana    |             |             | 4 pusty     | 4 pusty     | 1   |
| Trener         |    |                   |             |             |             |             |             |     |
| Igor Kolaković |    |                   |             |             |             |             |             |     |

| Poz.      | Nr | Zawodnik        | 1           | 2           | 3           | 4           | 5           | Pkt |
| --------- | -- | --------------- | ----------- | ----------- | ----------- | ----------- | ----------- | --- |
| Ś         | 4  | João Malveiro   | 1 wskładzie | 1 wskładzie | 1 wskładzie | 1 wskładzie | 1 wskładzie | 10  |
| R         | 8  | Tiago Violas    | 1 wskładzie | 1 wskładzie | 1 wskładzie | 1 wskładzie | 1 wskładzie | 3   |
| Ś         | 12 | João José       | 1 wskładzie | 1 wskładzie | 1 wskładzie | 1 wskładzie | 1 wskładzie | 9   |
| A         | 13 | Valdir Sequeira | 1 wskładzie | 1 wskładzie | 1 wskładzie | 1 wskładzie | 1 wskładzie | 34  |
| P         | 14 | Flávio Cruz     | 1 wskładzie | 1 wskładzie | 1 wskładzie | 1 wskładzie | 1 wskładzie | 11  |
| P         | 18 | André Lopes     | 1 wskładzie | 1 wskładzie | 1 wskładzie | 1 wskładzie | 1 wskładzie | 7   |
| L         | 2  | Carlos Teixeira | L           | L           | L           | L           | L           |     |
| Zmiany    |    |                 |             |             |             |             |             |     |
| P         | 3  | Manuel Silva    |             | 2 zmiana    |             | 4 pusty     | 2 zmiana    | 2   |
| R         | 9  | Carlos Fidalgo  | 2 zmiana    | 2 zmiana    | 2 zmiana    | 2 zmiana    | 4 pusty     |     |
| A         | 16 | Hugo Gaspar     |             | 2 zmiana    |             | 4 pusty     | 4 pusty     | 3   |
| Trener    |    |                 |             |             |             |             |             |     |
| Juan Diaz |    |                 |             |             |             |             |             |     |

Statystyki meczowe
| Serbia | STATYSTYKI        | Portugalia |
| 111    | MAŁE PUNKTY       | 110        |
| 64     | ATAK              | 59         |
| 15     | BLOK              | 14         |
| 4      | SERWIS            | 6          |
| 28     | BŁĘDY PRZECIWNIKA | 31         |

### Serbia - Portugalia (2. mecz)
Sobota, 11 czerwca 2011 – 20:10 (UTC+2) • SPC Vojvodina, Nowy Sad
Widzów: 3 100
Czas trwania meczu: 89 minut
Sędziowie: Martin Hudík (Czechy) i Ilian Georgiew (Bułgaria)
| Serbia               | 3:0                                         | Portugalia         |
| Saša Starović 13 pkt | (26:24, 25:18, 29:27) raport P-2 raport P-3 | Flávio Cruz 11 pkt |

| Poz.           | Nr | Zawodnik          | 1           | 2           | 3           | 4 | 5 | Pkt |
| -------------- | -- | ----------------- | ----------- | ----------- | ----------- | - | - | --- |
| P              | 1  | Nikola Kovačević  | 1 wskładzie | 1 wskładzie | 1 wskładzie |   |   | 10  |
| R              | 5  | Vlado Petković    | 1 wskładzie | 1 wskładzie | 1 wskładzie |   |   | 2   |
| Ś              | 7  | Dragan Stanković  | 1 wskładzie | 1 wskładzie | 1 wskładzie |   |   | 12  |
| P              | 10 | Miloš Nikić       | 1 wskładzie | 1 wskładzie | 1 wskładzie |   |   | 9   |
| A              | 15 | Saša Starović     | 1 wskładzie | 1 wskładzie | 1 wskładzie |   |   | 13  |
| Ś              | 18 | Marko Podraščanin | 1 wskładzie | 1 wskładzie | 1 wskładzie |   |   | 12  |
| L              | 19 | Nikola Rosić      | L           | L           | L           |   |   |     |
| Zmiany         |    |                   |             |             |             |   |   |     |
| P              | 4  | Bojan Janić       | 2 zmiana    | 2 zmiana    |             |   |   |     |
| A              | 13 | Tomislav Dokić    |             |             | 2 zmiana    |   |   | 3   |
| Trener         |    |                   |             |             |             |   |   |     |
| Igor Kolaković |    |                   |             |             |             |   |   |     |

| Poz.      | Nr | Zawodnik        | 1           | 2           | 3           | 4 | 5 | Pkt |
| --------- | -- | --------------- | ----------- | ----------- | ----------- | - | - | --- |
| Ś         | 4  | João Malveiro   | 1 wskładzie | 1 wskładzie | 1 wskładzie |   |   | 7   |
| R         | 8  | Tiago Violas    | 1 wskładzie | 1 wskładzie |             |   |   | 1   |
| Ś         | 12 | João José       | 1 wskładzie | 1 wskładzie | 1 wskładzie |   |   | 10  |
| A         | 13 | Valdir Sequeira | 1 wskładzie | 1 wskładzie | 1 wskładzie |   |   | 9   |
| P         | 14 | Flávio Cruz     | 1 wskładzie | 1 wskładzie | 1 wskładzie |   |   | 11  |
| P         | 18 | André Lopes     | 1 wskładzie | 1 wskładzie | 1 wskładzie |   |   | 5   |
| L         | 2  | Carlos Teixeira | L           | L           | L           |   |   |     |
| Zmiany    |    |                 |             |             |             |   |   |     |
| R         | 9  | Carlos Fidalgo  | 2 zmiana    | 2 zmiana    | 1 wskładzie |   |   |     |
| A         | 16 | Hugo Gaspar     |             |             | 2 zmiana    |   |   | 6   |
| Trener    |    |                 |             |             |             |   |   |     |
| Juan Diaz |    |                 |             |             |             |   |   |     |

Statystyki meczowe
| Serbia | STATYSTYKI        | Portugalia |
| 80     | MAŁE PUNKTY       | 69         |
| 44     | ATAK              | 35         |
| 11     | BLOK              | 9          |
| 6      | SERWIS            | 5          |
| 19     | BŁĘDY PRZECIWNIKA | 20         |

## Spotkania 4. kolejki

### Finlandia - Serbia (1. mecz)
Piątek, 17 czerwca 2011 – 18:40 (UTC+3) • Tampereen jäähalli, Tampere
Widzów: 3 050
Czas trwania meczu: 143 minuty
Sędziowie: Krasimir Todorow (Bułgaria) i Cor van Gompel (Holandia)
| Finlandia            | 2:3                                                       | Serbia               |
| Mikko Oivanen 37 pkt | (20:25, 25:23, 17:25, 36:34, 11:15) raport P-2 raport P-3 | Saša Starović 25 pkt |

| Poz.              | Nr | Zawodnik          | 1           | 2           | 3           | 4           | 5           | Pkt |
| ----------------- | -- | ----------------- | ----------- | ----------- | ----------- | ----------- | ----------- | --- |
| R                 | 3  | Mikko Esko        | 1 wskładzie | 1 wskładzie | 1 wskładzie | 1 wskładzie | 1 wskładzie | 2   |
| P                 | 5  | Antti Siltala     | 1 wskładzie | 1 wskładzie | 2 zmiana    | 1 wskładzie | 1 wskładzie | 2   |
| P                 | 12 | Olli Kunnari      | 1 wskładzie | 1 wskładzie | 1 wskładzie | 1 wskładzie | 1 wskładzie | 12  |
| A                 | 13 | Mikko Oivanen     | 1 wskładzie | 1 wskładzie | 1 wskładzie | 1 wskładzie | 1 wskładzie | 37  |
| Ś                 | 14 | Konstantin Shumov | 1 wskładzie | 1 wskładzie | 1 wskładzie | 1 wskładzie | 1 wskładzie | 12  |
| Ś                 | 15 | Matti Oivanen     | 1 wskładzie | 1 wskładzie | 1 wskładzie | 1 wskładzie | 1 wskładzie | 9   |
| L                 | 6  | Tuomas Sammelvuo  | L           | L           | L           | L           | L           |     |
| Zmiany            |    |                   |             |             |             |             |             |     |
| R                 | 2  | Eemi Tervaportti  | 2 zmiana    |             |             | 4 pusty     | 4 pusty     |     |
| P                 | 7  | Matti Hietanen    | 2 zmiana    | 2 zmiana    | 1 wskładzie | 2 zmiana    | 4 pusty     | 6   |
| P                 | 8  | Jari Tuominen     |             |             |             | 2 zmiana    | 4 pusty     |     |
| P                 | 10 | Urpo Sivula       | 2 zmiana    |             |             | 4 pusty     | 4 pusty     | 1   |
| Ś                 | 18 | Jukka Lehtonen    |             | 2 zmiana    |             | 2 zmiana    | 4 pusty     | 1   |
| Trener            |    |                   |             |             |             |             |             |     |
| Daniel Castellani |    |                   |             |             |             |             |             |     |

| Poz.           | Nr | Zawodnik          | 1           | 2           | 3           | 4           | 5           | Pkt |
| -------------- | -- | ----------------- | ----------- | ----------- | ----------- | ----------- | ----------- | --- |
| P              | 1  | Nikola Kovačević  | 1 wskładzie | 1 wskładzie | 1 wskładzie | 1 wskładzie | 4 pusty     | 15  |
| P              | 4  | Bojan Janić       | 1 wskładzie | 1 wskładzie | 1 wskładzie | 1 wskładzie | 1 wskładzie | 15  |
| R              | 5  | Vlado Petković    | 1 wskładzie | 1 wskładzie | 1 wskładzie | 1 wskładzie | 1 wskładzie | 4   |
| Ś              | 7  | Dragan Stanković  | 1 wskładzie | 1 wskładzie | 1 wskładzie | 1 wskładzie | 1 wskładzie | 14  |
| A              | 15 | Saša Starović     | 1 wskładzie | 1 wskładzie | 1 wskładzie | 1 wskładzie | 1 wskładzie | 25  |
| Ś              | 18 | Marko Podraščanin | 1 wskładzie | 1 wskładzie | 1 wskładzie | 1 wskładzie | 1 wskładzie | 18  |
| L              | 19 | Nikola Rosić      | L           | L           | L           | L           | L           |     |
| Zmiany         |    |                   |             |             |             |             |             |     |
| P              | 6  | Miloš Terzić      |             |             | 2 zmiana    | 2 zmiana    | 1 wskładzie | 4   |
| A              | 13 | Tomislav Dokić    |             | 2 zmiana    |             | 2 zmiana    | 4 pusty     |     |
| R              | 16 | Veljko Petković   |             |             |             | 2 zmiana    | 4 pusty     |     |
| Trener         |    |                   |             |             |             |             |             |     |
| Igor Kolaković |    |                   |             |             |             |             |             |     |

Statystyki meczowe
| Finlandia | STATYSTYKI        | Serbia |
| 109       | MAŁE PUNKTY       | 122    |
| 68        | ATAK              | 80     |
| 11        | BLOK              | 13     |
| 3         | SERWIS            | 2      |
| 27        | BŁĘDY PRZECIWNIKA | 27     |

### Finlandia - Serbia (2. mecz)
Sobota, 18 czerwca 2011 – 18:40 (UTC+3) • Tampereen jäähalli, Tampere
Widzów: 3 250
Czas trwania meczu: 140 minut
Sędziowie: Cor van Gompel (Holandia) i Krasimir Todorow (Bułgaria)
| Finlandia            | 3:2                                                       | Serbia             |
| Mikko Oivanen 22 pkt | (25:23, 25:23, 22:25, 20:25, 15:11) raport P-2 raport P-3 | Miloš Nikić 16 pkt |

| Poz.              | Nr | Zawodnik          | 1           | 2           | 3           | 4           | 5           | Pkt |
| ----------------- | -- | ----------------- | ----------- | ----------- | ----------- | ----------- | ----------- | --- |
| R                 | 3  | Mikko Esko        | 1 wskładzie | 1 wskładzie | 1 wskładzie | 1 wskładzie | 1 wskładzie | 6   |
| P                 | 5  | Antti Siltala     | 1 wskładzie | 1 wskładzie | 1 wskładzie | 1 wskładzie | 1 wskładzie | 16  |
| P                 | 12 | Olli Kunnari      | 1 wskładzie | 1 wskładzie | 1 wskładzie | 1 wskładzie | 1 wskładzie | 18  |
| A                 | 13 | Mikko Oivanen     | 1 wskładzie | 1 wskładzie | 1 wskładzie | 1 wskładzie | 1 wskładzie | 22  |
| Ś                 | 14 | Konstantin Shumov | 1 wskładzie | 1 wskładzie | 1 wskładzie | 1 wskładzie | 1 wskładzie | 7   |
| Ś                 | 15 | Matti Oivanen     | 1 wskładzie | 1 wskładzie | 1 wskładzie | 1 wskładzie | 4 pusty     | 6   |
| L                 | 6  | Tuomas Sammelvuo  | L           | L           | L           | L           | L           |     |
| Zmiany            |    |                   |             |             |             |             |             |     |
| R                 | 2  | Eemi Tervaportti  | 2 zmiana    | 2 zmiana    | 2 zmiana    | 4 pusty     | 2 zmiana    | 1   |
| P                 | 7  | Matti Hietanen    |             | 2 zmiana    | 2 zmiana    | 2 zmiana    | 4 pusty     | 1   |
| P                 | 8  | Jari Tuominen     | 2 zmiana    |             |             | 4 pusty     | 4 pusty     |     |
| P                 | 10 | Urpo Sivula       |             |             |             | 2 zmiana    | 4 pusty     | 2   |
| Ś                 | 18 | Jukka Lehtonen    |             |             |             | 2 zmiana    | 1 wskładzie | 3   |
| Trener            |    |                   |             |             |             |             |             |     |
| Daniel Castellani |    |                   |             |             |             |             |             |     |

| Poz.           | Nr | Zawodnik          | 1           | 2           | 3           | 4           | 5           | Pkt |
| -------------- | -- | ----------------- | ----------- | ----------- | ----------- | ----------- | ----------- | --- |
| P              | 4  | Bojan Janić       | 1 wskładzie | 1 wskładzie | 1 wskładzie | 1 wskładzie | 1 wskładzie | 11  |
| R              | 5  | Vlado Petković    | 1 wskładzie | 1 wskładzie | 1 wskładzie | 1 wskładzie | 1 wskładzie | 3   |
| Ś              | 7  | Dragan Stanković  | 1 wskładzie | 1 wskładzie | 1 wskładzie | 1 wskładzie | 1 wskładzie | 12  |
| P              | 10 | Miloš Nikić       | 1 wskładzie | 1 wskładzie | 1 wskładzie | 1 wskładzie | 1 wskładzie | 16  |
| A              | 15 | Saša Starović     | 1 wskładzie | 1 wskładzie | 1 wskładzie | 1 wskładzie | 4 pusty     | 12  |
| Ś              | 18 | Marko Podraščanin | 1 wskładzie | 1 wskładzie | 1 wskładzie | 1 wskładzie | 1 wskładzie | 14  |
| L              | 19 | Nikola Rosić      | L           | L           | L           | L           | L           |     |
| Zmiany         |    |                   |             |             |             |             |             |     |
| P              | 6  | Miloš Terzić      | 2 zmiana    | 2 zmiana    | 2 zmiana    | 2 zmiana    | 2 zmiana    | 1   |
| Ś              | 12 | Milan Rašić       |             | 2 zmiana    | 2 zmiana    | 2 zmiana    | 4 pusty     | 1   |
| A              | 13 | Tomislav Dokić    | 2 zmiana    | 2 zmiana    | 2 zmiana    | 2 zmiana    | 1 wskładzie | 13  |
| Trener         |    |                   |             |             |             |             |             |     |
| Igor Kolaković |    |                   |             |             |             |             |             |     |

Statystyki meczowe
| Finlandia | STATYSTYKI        | Serbia |
| 107       | MAŁE PUNKTY       | 107    |
| 69        | ATAK              | 72     |
| 11        | BLOK              | 10     |
| 2         | SERWIS            | 1      |
| 25        | BŁĘDY PRZECIWNIKA | 24     |

### Argentyna - Portugalia (1. mecz)
Sobota, 18 czerwca 2011 – 21:00 (UTC-3) • Estadio Polideportivo Capital, Catamarca
Widzów: 6 500
Czas trwania meczu: 102 minuty
Sędziowie: Fausto José Sá De Menezes (Brazylia) i Mitch Davidson (Kanada)
| Argentyna              | 3:1                                                | Portugalia             |
| Rodrigo Quiroga 20 pkt | (25:16, 25:17, 22:25, 26:24) raport P-2 raport P-3 | Valdir Sequeira 17 pkt |

| Poz.         | Nr | Zawodnik         | 1           | 2           | 3           | 4           | 5 | Pkt |
| ------------ | -- | ---------------- | ----------- | ----------- | ----------- | ----------- | - | --- |
| P            | 7  | Facundo Conte    | 1 wskładzie | 1 wskładzie | 1 wskładzie | 1 wskładzie |   | 16  |
| P            | 9  | Rodrigo Quiroga  | 1 wskładzie | 1 wskładzie | 1 wskładzie | 1 wskładzie |   | 20  |
| Ś            | 11 | Sebastián Solé   | 1 wskładzie | 1 wskładzie | 1 wskładzie | 1 wskładzie |   | 10  |
| A            | 12 | Federico Pereyra | 1 wskładzie | 1 wskładzie | 1 wskładzie | 1 wskładzie |   | 14  |
| Ś            | 14 | Pablo Crer       | 1 wskładzie | 1 wskładzie | 1 wskładzie | 1 wskładzie |   | 6   |
| R            | 15 | Luciano De Cecco | 1 wskładzie | 1 wskładzie | 1 wskładzie | 1 wskładzie |   | 4   |
| L            | 16 | Alexis González  | L           | L           | L           | L           |   |     |
| Zmiany       |    |                  |             |             |             |             |   |     |
| R            | 5  | Nicolás Uriarte  |             |             | 2 zmiana    | 4 pusty     |   |     |
| A            | 6  | Gustavo Scholtis |             |             | 2 zmiana    | 2 zmiana    |   | 2   |
| Trener       |    |                  |             |             |             |             |   |     |
| Javier Weber |    |                  |             |             |             |             |   |     |

| Poz.      | Nr | Zawodnik           | 1           | 2           | 3           | 4           | 5 | Pkt |
| --------- | -- | ------------------ | ----------- | ----------- | ----------- | ----------- | - | --- |
| Ś         | 4  | João Malveiro      | 1 wskładzie | 1 wskładzie | 1 wskładzie | 1 wskładzie |   | 8   |
| R         | 8  | Tiago Violas       | 1 wskładzie | 1 wskładzie | 1 wskładzie | 1 wskładzie |   | 2   |
| Ś         | 12 | João José          | 1 wskładzie | 1 wskładzie | 1 wskładzie | 1 wskładzie |   | 13  |
| A         | 13 | Valdir Sequeira    | 1 wskładzie | 2 zmiana    | 1 wskładzie | 1 wskładzie |   | 17  |
| P         | 14 | Flávio Cruz        | 1 wskładzie | 1 wskładzie |             | 4 pusty     |   | 5   |
| P         | 18 | André Lopes        | 1 wskładzie | 1 wskładzie | 1 wskładzie | 1 wskładzie |   | 5   |
| L         | 2  | Carlos Teixeira    | L           | L           | L           | L           |   |     |
| Zmiany    |    |                    |             |             |             |             |   |     |
| P         | 3  | Manuel Silva       |             |             | 1 wskładzie | 1 wskładzie |   | 2   |
| P         | 6  | Alexandre Ferreira |             |             | 2 zmiana    | 4 pusty     |   |     |
| R         | 9  | Carlos Fidalgo     | 2 zmiana    | 2 zmiana    | 2 zmiana    | 2 zmiana    |   |     |
| A         | 16 | Hugo Gaspar        | 2 zmiana    | 1 wskładzie |             | 4 pusty     |   | 1   |
| Trener    |    |                    |             |             |             |             |   |     |
| Juan Diaz |    |                    |             |             |             |             |   |     |

Statystyki meczowe
| Argentyna | STATYSTYKI        | Portugalia |
| 98        | MAŁE PUNKTY       | 82         |
| 52        | ATAK              | 40         |
| 13        | BLOK              | 10         |
| 7         | SERWIS            | 3          |
| 27        | BŁĘDY PRZECIWNIKA | 29         |

### Argentyna - Portugalia (2. mecz)
Niedziela, 19 czerwca 2011 – 6:00 (UTC-3) • Estadio Polideportivo Capital, Catamarca
Widzów: 6 500
Czas trwania meczu: 84 minuty
Sędziowie: Mitch Davidson (Kanada) i Fausto José Sá De Menezes (Brazylia)
| Argentyna               | 3:0                                         | Portugalia         |
| Federico Pereyra 16 pkt | (25:19, 25:18, 25:17) raport P-2 raport P-3 | Hugo Gaspar 10 pkt |

| Poz.         | Nr | Zawodnik         | 1           | 2           | 3           | 4 | 5 | Pkt |
| ------------ | -- | ---------------- | ----------- | ----------- | ----------- | - | - | --- |
| Ś            | 1  | Gabriel Arroyo   | 1 wskładzie | 1 wskładzie | 1 wskładzie |   |   | 9   |
| P            | 7  | Facundo Conte    | 1 wskładzie | 1 wskładzie |             |   |   | 7   |
| P            | 9  | Rodrigo Quiroga  | 1 wskładzie | 1 wskładzie | 1 wskładzie |   |   | 3   |
| A            | 12 | Federico Pereyra | 1 wskładzie | 1 wskładzie | 1 wskładzie |   |   | 16  |
| Ś            | 14 | Pablo Crer       | 1 wskładzie | 1 wskładzie | 1 wskładzie |   |   | 7   |
| R            | 15 | Luciano De Cecco | 1 wskładzie | 1 wskładzie | 1 wskładzie |   |   | 5   |
| L            | 16 | Alexis González  | L           | L           | L           |   |   |     |
| Zmiany       |    |                  |             |             |             |   |   |     |
| P            | 4  | Lucas Ocampo     |             | 2 zmiana    | 1 wskładzie |   |   | 4   |
| Trener       |    |                  |             |             |             |   |   |     |
| Javier Weber |    |                  |             |             |             |   |   |     |

| Poz.      | Nr | Zawodnik           | 1           | 2           | 3           | 4 | 5 | Pkt |
| --------- | -- | ------------------ | ----------- | ----------- | ----------- | - | - | --- |
| P         | 3  | Manuel Silva       | 1 wskładzie | 1 wskładzie | 1 wskładzie |   |   | 7   |
| Ś         | 4  | João Malveiro      | 1 wskładzie | 1 wskładzie | 1 wskładzie |   |   | 6   |
| R         | 8  | Tiago Violas       | 1 wskładzie | 1 wskładzie | 1 wskładzie |   |   |     |
| Ś         | 12 | João José          | 1 wskładzie | 1 wskładzie |             |   |   | 6   |
| A         | 16 | Hugo Gaspar        | 1 wskładzie | 1 wskładzie | 1 wskładzie |   |   | 10  |
| P         | 18 | André Lopes        | 1 wskładzie | 1 wskładzie |             |   |   | 6   |
| L         | 2  | Carlos Teixeira    | L           | L           | L           |   |   |     |
| Zmiany    |    |                    |             |             |             |   |   |     |
| P         | 6  | Alexandre Ferreira |             |             | 2 zmiana    |   |   |     |
| R         | 9  | Carlos Fidalgo     | 2 zmiana    |             | 2 zmiana    |   |   | 1   |
| A         | 13 | Valdir Sequeira    | 2 zmiana    |             | 2 zmiana    |   |   |     |
| P         | 14 | Flávio Cruz        |             |             | 1 wskładzie |   |   | 2   |
| Ś         | 15 | Rui Santos         |             |             | 1 wskładzie |   |   | 1   |
| Trener    |    |                    |             |             |             |   |   |     |
| Juan Diaz |    |                    |             |             |             |   |   |     |

Statystyki meczowe
| Argentyna | STATYSTYKI        | Portugalia |
| 75        | MAŁE PUNKTY       | 54         |
| 37        | ATAK              | 26         |
| 8         | BLOK              | 6          |
| 6         | SERWIS            | 7          |
| 24        | BŁĘDY PRZECIWNIKA | 15         |

## Spotkania 5. kolejki

### Argentyna - Finlandia (1. mecz)
Czwartek, 23 czerwca 2011 – 9:16 (UTC-3) • Polideportivo Cincuentenario, Formosa
Widzów: 5 000
Czas trwania meczu: 136 minut
Sędziowie: Dariusz Jasiński (Polska) i José Rogelio Vélez Mercado (Portoryko)
| Argentyna               | 3:2                                                       | Finlandia            |
| Federico Pereyra 26 pkt | (21:25, 25:17, 19:25, 26:24, 15:11) raport P-2 raport P-3 | Mikko Oivanen 22 pkt |

| Poz.         | Nr | Zawodnik            | 1           | 2           | 3           | 4           | 5           | Pkt |
| ------------ | -- | ------------------- | ----------- | ----------- | ----------- | ----------- | ----------- | --- |
| P            | 7  | Facundo Conte       | 1 wskładzie | 1 wskładzie | 1 wskładzie | 1 wskładzie | 4 pusty     | 15  |
| P            | 9  | Rodrigo Quiroga     | 1 wskładzie | 1 wskładzie | 1 wskładzie | 1 wskładzie | 1 wskładzie | 16  |
| Ś            | 11 | Sebastián Solé      | 1 wskładzie | 1 wskładzie | 1 wskładzie | 1 wskładzie | 1 wskładzie | 8   |
| A            | 12 | Federico Pereyra    | 1 wskładzie | 1 wskładzie | 1 wskładzie | 1 wskładzie | 1 wskładzie | 26  |
| Ś            | 14 | Pablo Crer          | 1 wskładzie | 1 wskładzie | 1 wskładzie | 1 wskładzie | 1 wskładzie | 7   |
| R            | 15 | Luciano De Cecco    | 1 wskładzie |             |             | 1 wskładzie | 1 wskładzie | 4   |
| L            | 16 | Alexis González     | L           | L           | L           | L           | L           |     |
| Zmiany       |    |                     |             |             |             |             |             |     |
| P            | 4  | Lucas Ocampo        |             |             | 2 zmiana    | 4 pusty     | 4 pusty     |     |
| R            | 5  | Nicolás Uriarte     | 2 zmiana    | 1 wskładzie | 1 wskładzie | 4 pusty     | 4 pusty     | 1   |
| P            | 17 | Mariano Giustiniano |             |             |             | 2 zmiana    | 1 wskładzie | 8   |
| Trener       |    |                     |             |             |             |             |             |     |
| Javier Weber |    |                     |             |             |             |             |             |     |

| Poz.              | Nr | Zawodnik          | 1           | 2           | 3           | 4           | 5           | Pkt |
| ----------------- | -- | ----------------- | ----------- | ----------- | ----------- | ----------- | ----------- | --- |
| R                 | 3  | Mikko Esko        | 1 wskładzie | 1 wskładzie | 1 wskładzie | 1 wskładzie | 1 wskładzie | 5   |
| P                 | 5  | Antti Siltala     | 1 wskładzie | 1 wskładzie | 1 wskładzie | 1 wskładzie | 1 wskładzie | 21  |
| P                 | 12 | Olli Kunnari      | 1 wskładzie | 1 wskładzie | 1 wskładzie | 1 wskładzie | 1 wskładzie | 11  |
| A                 | 13 | Mikko Oivanen     | 1 wskładzie | 1 wskładzie | 1 wskładzie | 1 wskładzie | 1 wskładzie | 22  |
| Ś                 | 14 | Konstantin Shumov | 1 wskładzie | 1 wskładzie | 1 wskładzie | 1 wskładzie | 1 wskładzie | 7   |
| Ś                 | 15 | Matti Oivanen     | 1 wskładzie | 1 wskładzie | 1 wskładzie | 1 wskładzie | 1 wskładzie | 7   |
| L                 | 6  | Tuomas Sammelvuo  | L           | L           | L           | L           | L           |     |
| Zmiany            |    |                   |             |             |             |             |             |     |
| P                 | 8  | Jari Tuominen     | 2 zmiana    |             | 2 zmiana    | 4 pusty     | 4 pusty     |     |
| P                 | 10 | Urpo Sivula       |             | 2 zmiana    |             | 4 pusty     | 4 pusty     |     |
| Ś                 | 18 | Jukka Lehtonen    |             | 2 zmiana    |             | 4 pusty     | 2 zmiana    | 3   |
| Trener            |    |                   |             |             |             |             |             |     |
| Daniel Castellani |    |                   |             |             |             |             |             |     |

Statystyki meczowe
| Argentyna | STATYSTYKI        | Finlandia |
| 106       | MAŁE PUNKTY       | 102       |
| 66        | ATAK              | 54        |
| 9         | BLOK              | 15        |
| 10        | SERWIS            | 7         |
| 21        | BŁĘDY PRZECIWNIKA | 26        |

### Argentyna - Finlandia (2. mecz)
Piątek, 24 czerwca 2011 – 9:10 (UTC-3) • Polideportivo Cincuentenario, Formosa
Widzów: 5 600
Czas trwania meczu: 119 minut
Sędziowie: José Rogelio Vélez Mercado (Portoryko) i Dariusz Jasiński (Polska)
| Argentyna            | 1:3                                                | Finlandia            |
| Facundo Conte 19 pkt | (14:25, 17:25, 25:23, 26:28) raport P-2 raport P-3 | Antti Siltala 21 pkt |

| Poz.         | Nr | Zawodnik         | 1           | 2           | 3           | 4           | 5 | Pkt |
| ------------ | -- | ---------------- | ----------- | ----------- | ----------- | ----------- | - | --- |
| P            | 7  | Facundo Conte    | 1 wskładzie | 1 wskładzie | 1 wskładzie | 1 wskładzie |   | 19  |
| P            | 9  | Rodrigo Quiroga  | 1 wskładzie | 1 wskładzie | 2 zmiana    | 2 zmiana    |   |     |
| Ś            | 11 | Sebastián Solé   | 1 wskładzie |             |             | 4 pusty     |   | 1   |
| A            | 12 | Federico Pereyra | 1 wskładzie | 1 wskładzie |             | 4 pusty     |   | 4   |
| Ś            | 14 | Pablo Crer       | 1 wskładzie | 1 wskładzie | 1 wskładzie | 1 wskładzie |   | 10  |
| R            | 15 | Luciano De Cecco | 1 wskładzie | 1 wskładzie | 1 wskładzie | 1 wskładzie |   | 1   |
| L            | 16 | Alexis González  | L           | L           | L           | L           |   |     |
| Zmiany       |    |                  |             |             |             |             |   |     |
| Ś            | 1  | Gabriel Arroyo   | 2 zmiana    | 1 wskładzie | 1 wskładzie | 1 wskładzie |   | 9   |
| P            | 4  | Lucas Ocampo     |             | 2 zmiana    | 1 wskładzie | 1 wskładzie |   | 10  |
| A            | 6  | Gustavo Scholtis | 2 zmiana    | 2 zmiana    | 1 wskładzie | 1 wskładzie |   | 10  |
| Trener       |    |                  |             |             |             |             |   |     |
| Javier Weber |    |                  |             |             |             |             |   |     |

| Poz.              | Nr | Zawodnik          | 1           | 2           | 3           | 4           | 5 | Pkt |
| ----------------- | -- | ----------------- | ----------- | ----------- | ----------- | ----------- | - | --- |
| R                 | 3  | Mikko Esko        | 1 wskładzie | 1 wskładzie | 1 wskładzie | 1 wskładzie |   | 1   |
| P                 | 5  | Antti Siltala     | 1 wskładzie | 1 wskładzie | 1 wskładzie | 1 wskładzie |   | 21  |
| P                 | 12 | Olli Kunnari      | 1 wskładzie | 1 wskładzie | 1 wskładzie | 1 wskładzie |   | 12  |
| A                 | 13 | Mikko Oivanen     | 1 wskładzie | 1 wskładzie | 1 wskładzie | 1 wskładzie |   | 16  |
| Ś                 | 14 | Konstantin Shumov | 1 wskładzie | 1 wskładzie | 1 wskładzie | 1 wskładzie |   | 9   |
| Ś                 | 15 | Matti Oivanen     | 1 wskładzie | 1 wskładzie | 1 wskładzie | 1 wskładzie |   | 7   |
| L                 | 6  | Tuomas Sammelvuo  | L           | L           | L           | L           |   |     |
| Zmiany            |    |                   |             |             |             |             |   |     |
| P                 | 7  | Matti Hietanen    |             |             | 2 zmiana    | 2 zmiana    |   | 1   |
| P                 | 10 | Urpo Sivula       |             | 2 zmiana    |             | 4 pusty     |   |     |
| Ś                 | 18 | Jukka Lehtonen    |             |             |             | 2 zmiana    |   |     |
| Trener            |    |                   |             |             |             |             |   |     |
| Daniel Castellani |    |                   |             |             |             |             |   |     |

Statystyki meczowe
| Argentyna | STATYSTYKI        | Finlandia |
| 82        | MAŁE PUNKTY       | 101       |
| 50        | ATAK              | 50        |
| 10        | BLOK              | 8         |
| 4         | SERWIS            | 9         |
| 18        | BŁĘDY PRZECIWNIKA | 34        |

### Portugalia - Serbia (1. mecz)
Sobota, 25 czerwca 2011 – 16:00 (UTC+2) • Pavilhão Desportivo, Póvoa de Varzim
Widzów: 2 573
Czas trwania meczu: 121 minut
Sędziowie: Abdullah Ali al-Khelaifi (Arabia Saudyjska) i Hennadij Kondakow (Ukraina)
| Portugalia         | 2:3                                                       | Serbia                                     |
| Hugo Gaspar 21 pkt | (21:25, 25:19, 31:29, 17:25, 11:15) raport P-2 raport P-3 | Nikola Kovačević 18 pkt Miloš Nikić 18 pkt |

| Poz.      | Nr | Zawodnik        | 1           | 2           | 3           | 4           | 5           | Pkt |
| --------- | -- | --------------- | ----------- | ----------- | ----------- | ----------- | ----------- | --- |
| Ś         | 4  | João Malveiro   | 1 wskładzie | 1 wskładzie | 1 wskładzie | 1 wskładzie | 1 wskładzie | 10  |
| R         | 8  | Tiago Violas    | 1 wskładzie | 1 wskładzie | 1 wskładzie | 1 wskładzie | 1 wskładzie | 5   |
| Ś         | 12 | João José       | 1 wskładzie | 1 wskładzie | 1 wskładzie | 1 wskładzie | 1 wskładzie | 13  |
| A         | 13 | Valdir Sequeira | 1 wskładzie | 1 wskładzie |             | 4 pusty     | 4 pusty     | 4   |
| P         | 14 | Flávio Cruz     | 1 wskładzie | 1 wskładzie | 1 wskładzie | 1 wskładzie | 1 wskładzie | 10  |
| P         | 18 | André Lopes     | 1 wskładzie | 1 wskładzie | 1 wskładzie | 1 wskładzie | 1 wskładzie | 11  |
| L         | 2  | Carlos Teixeira | L           | L           | L           | L           | L           |     |
| Zmiany    |    |                 |             |             |             |             |             |     |
| P         | 3  | Manuel Silva    |             |             |             | 2 zmiana    | 2 zmiana    | 1   |
| R         | 9  | Carlos Fidalgo  | 2 zmiana    |             | 2 zmiana    | 4 pusty     | 4 pusty     |     |
| Ś         | 15 | Rui Santos      |             |             |             | 2 zmiana    | 4 pusty     | 1   |
| A         | 16 | Hugo Gaspar     |             | 2 zmiana    | 1 wskładzie | 1 wskładzie | 1 wskładzie | 21  |
| Trener    |    |                 |             |             |             |             |             |     |
| Juan Diaz |    |                 |             |             |             |             |             |     |

| Poz.           | Nr | Zawodnik          | 1           | 2           | 3           | 4           | 5           | Pkt |
| -------------- | -- | ----------------- | ----------- | ----------- | ----------- | ----------- | ----------- | --- |
| P              | 1  | Nikola Kovačević  | 1 wskładzie | 1 wskładzie | 1 wskładzie | 1 wskładzie | 1 wskładzie | 18  |
| R              | 5  | Vlado Petković    | 1 wskładzie | 1 wskładzie | 1 wskładzie | 1 wskładzie | 1 wskładzie | 1   |
| Ś              | 7  | Dragan Stanković  | 1 wskładzie | 1 wskładzie | 1 wskładzie | 1 wskładzie | 1 wskładzie | 15  |
| P              | 10 | Miloš Nikić       | 1 wskładzie | 1 wskładzie | 1 wskładzie | 1 wskładzie | 1 wskładzie | 18  |
| A              | 15 | Saša Starović     | 1 wskładzie | 1 wskładzie | 1 wskładzie | 1 wskładzie | 1 wskładzie | 16  |
| Ś              | 18 | Marko Podraščanin | 1 wskładzie | 1 wskładzie | 1 wskładzie | 1 wskładzie | 1 wskładzie | 16  |
| L              | 19 | Nikola Rosić      | L           | L           | L           | L           | L           |     |
| Zmiany         |    |                   |             |             |             |             |             |     |
| P              | 6  | Miloš Terzić      | 2 zmiana    | 2 zmiana    | 2 zmiana    | 4 pusty     | 2 zmiana    |     |
| Ś              | 12 | Milan Rašić       |             |             | 2 zmiana    | 4 pusty     | 4 pusty     |     |
| A              | 13 | Tomislav Dokić    | 2 zmiana    | 2 zmiana    | 2 zmiana    | 2 zmiana    | 4 pusty     | 3   |
| R              | 16 | Veljko Petković   |             | 2 zmiana    |             | 4 pusty     | 4 pusty     |     |
| Trener         |    |                   |             |             |             |             |             |     |
| Igor Kolaković |    |                   |             |             |             |             |             |     |

Statystyki meczowe
| Portugalia | STATYSTYKI        | Serbia |
| 105        | MAŁE PUNKTY       | 113    |
| 61         | ATAK              | 71     |
| 10         | BLOK              | 14     |
| 5          | SERWIS            | 2      |
| 29         | BŁĘDY PRZECIWNIKA | 26     |

### Portugalia - Serbia (2. mecz)
Niedziela, 26 czerwca 2011 – 16:10 (UTC+2) • Pavilhão Desportivo, Póvoa de Varzim
Widzów: 2 015
Czas trwania meczu: 113 minut
Sędziowie: Hennadij Kondakow (Ukraina) i Abdullah Ali al-Khelaifi (Arabia Saudyjska)
| Portugalia             | 1:3                                                | Serbia               |
| Valdir Sequeira 14 pkt | (14:25, 27:25, 19:25, 22:25) raport P-2 raport P-3 | Saša Starović 16 pkt |

| Poz.      | Nr | Zawodnik        | 1           | 2           | 3           | 4           | 5 | Pkt |
| --------- | -- | --------------- | ----------- | ----------- | ----------- | ----------- | - | --- |
| Ś         | 1  | Marcel Gil      | 1 wskładzie |             |             | 4 pusty     |   | 1   |
| P         | 3  | Manuel Silva    | 1 wskładzie | 1 wskładzie | 1 wskładzie | 4 pusty     |   | 9   |
| R         | 9  | Carlos Fidalgo  | 1 wskładzie | 1 wskładzie | 1 wskładzie | 4 pusty     |   | 5   |
| A         | 13 | Valdir Sequeira | 1 wskładzie | 1 wskładzie | 1 wskładzie | 2 zmiana    |   | 14  |
| Ś         | 15 | Rui Santos      | 1 wskładzie | 1 wskładzie | 1 wskładzie | 1 wskładzie |   | 11  |
| P         | 20 | João Simões     | 1 wskładzie |             |             | 4 pusty     |   |     |
| L         | 2  | Carlos Teixeira | L           | L           | L           | L           |   |     |
| Zmiany    |    |                 |             |             |             |             |   |     |
| Ś         | 4  | João Malveiro   |             | 1 wskładzie | 1 wskładzie | 1 wskładzie |   | 2   |
| R         | 8  | Tiago Violas    |             |             | 2 zmiana    | 1 wskładzie |   | 2   |
| P         | 14 | Flávio Cruz     |             |             |             | 1 wskładzie |   | 3   |
| A         | 16 | Hugo Gaspar     |             |             | 2 zmiana    | 1 wskładzie |   | 8   |
| P         | 18 | André Lopes     |             | 1 wskładzie | 1 wskładzie | 1 wskładzie |   | 5   |
| Trener    |    |                 |             |             |             |             |   |     |
| Juan Diaz |    |                 |             |             |             |             |   |     |

| Poz.           | Nr | Zawodnik          | 1           | 2           | 3           | 4           | 5 | Pkt |
| -------------- | -- | ----------------- | ----------- | ----------- | ----------- | ----------- | - | --- |
| P              | 1  | Nikola Kovačević  | 1 wskładzie |             |             | 2 zmiana    |   | 9   |
| R              | 5  | Vlado Petković    | 1 wskładzie | 1 wskładzie | 1 wskładzie | 1 wskładzie |   | 1   |
| Ś              | 7  | Dragan Stanković  | 1 wskładzie | 1 wskładzie | 1 wskładzie | 1 wskładzie |   | 13  |
| P              | 10 | Miloš Nikić       | 1 wskładzie | 1 wskładzie | 1 wskładzie | 1 wskładzie |   | 12  |
| A              | 15 | Saša Starović     | 1 wskładzie | 1 wskładzie | 1 wskładzie | 1 wskładzie |   | 16  |
| Ś              | 18 | Marko Podraščanin | 1 wskładzie | 1 wskładzie | 1 wskładzie | 1 wskładzie |   | 12  |
| L              | 19 | Nikola Rosić      | L           | L           | L           | L           |   |     |
| Zmiany         |    |                   |             |             |             |             |   |     |
| P              | 4  | Bojan Janić       | 2 zmiana    | 1 wskładzie | 1 wskładzie | 1 wskładzie |   | 9   |
| P              | 6  | Miloš Terzić      |             | 2 zmiana    |             | 2 zmiana    |   |     |
| A              | 13 | Tomislav Dokić    | 2 zmiana    | 2 zmiana    |             | 2 zmiana    |   | 5   |
| R              | 16 | Veljko Petković   | 2 zmiana    | 2 zmiana    |             | 4 pusty     |   |     |
| Trener         |    |                   |             |             |             |             |   |     |
| Igor Kolaković |    |                   |             |             |             |             |   |     |

Statystyki meczowe
| Portugalia | STATYSTYKI        | Serbia |
| 82         | MAŁE PUNKTY       | 100    |
| 48         | ATAK              | 59     |
| 8          | BLOK              | 15     |
| 4          | SERWIS            | 3      |
| 22         | BŁĘDY PRZECIWNIKA | 23     |

## Spotkania 6. kolejki

### Serbia - Argentyna (1. mecz)
Środa, 29 czerwca 2011 – 20:10 (UTC+2) • SPC Vojvodina, Nowy Sad
Widzów: 7 100
Czas trwania meczu: 110 minut
Sędziowie: Liu Jiang (Chiny) i Susana María Rodríguez Játiva (Hiszpania)
| Serbia                  | 3:1                                                | Argentyna            |
| Nikola Kovačević 17 pkt | (25:18, 23:25, 25:18, 25:22) raport P-2 raport P-3 | Facundo Conte 21 pkt |

| Poz.           | Nr | Zawodnik          | 1           | 2           | 3           | 4           | 5 | Pkt |
| -------------- | -- | ----------------- | ----------- | ----------- | ----------- | ----------- | - | --- |
| P              | 1  | Nikola Kovačević  | 1 wskładzie | 1 wskładzie | 1 wskładzie | 1 wskładzie |   | 17  |
| R              | 5  | Vlado Petković    | 1 wskładzie | 1 wskładzie | 1 wskładzie | 1 wskładzie |   | 2   |
| Ś              | 7  | Dragan Stanković  | 1 wskładzie | 1 wskładzie | 1 wskładzie | 1 wskładzie |   | 14  |
| P              | 10 | Miloš Nikić       | 1 wskładzie | 1 wskładzie | 1 wskładzie | 1 wskładzie |   | 10  |
| A              | 15 | Saša Starović     | 1 wskładzie | 1 wskładzie | 1 wskładzie | 1 wskładzie |   | 15  |
| Ś              | 18 | Marko Podraščanin | 1 wskładzie | 1 wskładzie | 1 wskładzie | 1 wskładzie |   | 8   |
| L              | 19 | Nikola Rosić      | L           | L           | L           | L           |   |     |
| Zmiany         |    |                   |             |             |             |             |   |     |
| P              | 4  | Bojan Janić       |             | 2 zmiana    |             | 2 zmiana    |   |     |
| P              | 6  | Miloš Terzić      | 2 zmiana    | 2 zmiana    |             | 4 pusty     |   |     |
| Ś              | 12 | Milan Rašić       |             |             |             | 2 zmiana    |   |     |
| A              | 13 | Tomislav Dokić    | 2 zmiana    |             |             | 4 pusty     |   |     |
| Trener         |    |                   |             |             |             |             |   |     |
| Igor Kolaković |    |                   |             |             |             |             |   |     |

| Poz.         | Nr | Zawodnik            | 1           | 2           | 3           | 4           | 5 | Pkt |
| ------------ | -- | ------------------- | ----------- | ----------- | ----------- | ----------- | - | --- |
| P            | 7  | Facundo Conte       | 1 wskładzie | 1 wskładzie | 1 wskładzie | 1 wskładzie |   | 21  |
| P            | 9  | Rodrigo Quiroga     | 1 wskładzie | 1 wskładzie | 1 wskładzie | 1 wskładzie |   | 8   |
| Ś            | 11 | Sebastián Solé      | 1 wskładzie | 1 wskładzie | 1 wskładzie | 1 wskładzie |   | 10  |
| A            | 12 | Federico Pereyra    | 1 wskładzie | 1 wskładzie | 1 wskładzie | 1 wskładzie |   | 10  |
| Ś            | 14 | Pablo Crer          | 1 wskładzie | 1 wskładzie | 1 wskładzie | 1 wskładzie |   | 9   |
| R            | 15 | Luciano De Cecco    | 1 wskładzie | 1 wskładzie | 1 wskładzie | 1 wskładzie |   | 2   |
| L            | 16 | Alexis González     | L           | L           | L           | L           |   |     |
| Zmiany       |    |                     |             |             |             |             |   |     |
| R            | 5  | Nicolás Uriarte     | 2 zmiana    |             | 2 zmiana    | 4 pusty     |   | 1   |
| A            | 6  | Gustavo Scholtis    | 2 zmiana    |             | 2 zmiana    | 4 pusty     |   |     |
| P            | 17 | Mariano Giustiniano |             |             |             | 2 zmiana    |   |     |
| Trener       |    |                     |             |             |             |             |   |     |
| Javier Weber |    |                     |             |             |             |             |   |     |

Statystyki meczowe
| Serbia | STATYSTYKI        | Argentyna |
| 98     | MAŁE PUNKTY       | 83        |
| 59     | ATAK              | 49        |
| 6      | BLOK              | 11        |
| 1      | SERWIS            | 1         |
| 32     | BŁĘDY PRZECIWNIKA | 22        |

### Serbia - Argentyna (2. mecz)
Czwartek, 30 czerwca 2011 – 20:10 (UTC+2) • Hala Pionir, Belgrad
Widzów: 7 200
Czas trwania meczu: 88 minut
Sędziowie: Susana María Rodríguez Játiva (Hiszpania) i Liu Jiang (Chiny)
| Serbia                | 0:3                                         | Argentyna            |
| Tomislav Dokić 15 pkt | (23:25, 25:27, 21:25) raport P-2 raport P-3 | Facundo Conte 16 pkt |

| Poz.           | Nr | Zawodnik          | 1           | 2           | 3           | 4 | 5 | Pkt |
| -------------- | -- | ----------------- | ----------- | ----------- | ----------- | - | - | --- |
| P              | 1  | Nikola Kovačević  | 1 wskładzie | 1 wskładzie | 1 wskładzie |   |   | 5   |
| R              | 5  | Vlado Petković    | 1 wskładzie | 1 wskładzie | 1 wskładzie |   |   | 2   |
| Ś              | 7  | Dragan Stanković  | 1 wskładzie | 1 wskładzie | 1 wskładzie |   |   | 7   |
| P              | 10 | Miloš Nikić       | 1 wskładzie | 1 wskładzie | 1 wskładzie |   |   | 8   |
| A              | 15 | Saša Starović     | 1 wskładzie |             |             |   |   |     |
| Ś              | 18 | Marko Podraščanin | 1 wskładzie | 1 wskładzie | 1 wskładzie |   |   | 7   |
| L              | 19 | Nikola Rosić      | L           | L           | L           |   |   |     |
| Zmiany         |    |                   |             |             |             |   |   |     |
| P              | 4  | Bojan Janić       |             | 2 zmiana    | 2 zmiana    |   |   | 1   |
| P              | 6  | Miloš Terzić      |             |             | 2 zmiana    |   |   |     |
| Ś              | 12 | Milan Rašić       | 2 zmiana    | 2 zmiana    |             |   |   |     |
| A              | 13 | Tomislav Dokić    | 2 zmiana    | 1 wskładzie | 1 wskładzie |   |   | 15  |
| Trener         |    |                   |             |             |             |   |   |     |
| Igor Kolaković |    |                   |             |             |             |   |   |     |

| Poz.         | Nr | Zawodnik         | 1           | 2           | 3           | 4 | 5 | Pkt |
| ------------ | -- | ---------------- | ----------- | ----------- | ----------- | - | - | --- |
| P            | 7  | Facundo Conte    | 1 wskładzie | 1 wskładzie | 1 wskładzie |   |   | 16  |
| P            | 9  | Rodrigo Quiroga  | 1 wskładzie | 1 wskładzie | 1 wskładzie |   |   | 12  |
| Ś            | 11 | Sebastián Solé   | 1 wskładzie | 1 wskładzie | 1 wskładzie |   |   | 5   |
| A            | 12 | Federico Pereyra | 1 wskładzie | 1 wskładzie | 1 wskładzie |   |   | 15  |
| Ś            | 14 | Pablo Crer       | 1 wskładzie | 1 wskładzie | 1 wskładzie |   |   | 8   |
| R            | 15 | Luciano De Cecco | 1 wskładzie | 1 wskładzie | 1 wskładzie |   |   | 5   |
| L            | 16 | Alexis González  | L           | L           | L           |   |   |     |
| Trener       |    |                  |             |             |             |   |   |     |
| Javier Weber |    |                  |             |             |             |   |   |     |

Statystyki meczowe
| Serbia | STATYSTYKI        | Argentyna |
| 69     | MAŁE PUNKTY       | 77        |
| 38     | ATAK              | 54        |
| 6      | BLOK              | 4         |
| 1      | SERWIS            | 3         |
| 24     | BŁĘDY PRZECIWNIKA | 16        |

### Finlandia - Portugalia (1. mecz)
Czwartek, 30 czerwca 2011 – 18:40 (UTC+3) • Tampereen jäähalli, Tampere
Widzów: 2 850
Czas trwania meczu: 137 minut
Sędziowie: Omelio Pérez Castillo (Kuba) i Volker Schiemenz (Niemcy)
| Finlandia            | 3:2                                                       | Portugalia             |
| Mikko Oivanen 26 pkt | (22:25, 16:25, 25:19, 25:17, 15:13) raport P-2 raport P-3 | Valdir Sequeira 19 pkt |

| Poz.              | Nr | Zawodnik          | 1           | 2           | 3           | 4           | 5           | Pkt |
| ----------------- | -- | ----------------- | ----------- | ----------- | ----------- | ----------- | ----------- | --- |
| R                 | 3  | Mikko Esko        | 1 wskładzie | 1 wskładzie | 1 wskładzie | 1 wskładzie | 1 wskładzie | 2   |
| P                 | 5  | Antti Siltala     | 1 wskładzie | 1 wskładzie | 1 wskładzie | 1 wskładzie | 1 wskładzie | 15  |
| P                 | 12 | Olli Kunnari      | 1 wskładzie | 1 wskładzie | 1 wskładzie | 1 wskładzie | 1 wskładzie | 6   |
| A                 | 13 | Mikko Oivanen     | 1 wskładzie | 1 wskładzie | 1 wskładzie | 1 wskładzie | 1 wskładzie | 26  |
| Ś                 | 14 | Konstantin Shumov | 1 wskładzie | 1 wskładzie | 1 wskładzie | 1 wskładzie | 1 wskładzie | 12  |
| Ś                 | 15 | Matti Oivanen     | 1 wskładzie | 1 wskładzie | 1 wskładzie | 1 wskładzie | 1 wskładzie | 12  |
| L                 | 6  | Tuomas Sammelvuo  | L           | L           | L           | L           | L           |     |
| Zmiany            |    |                   |             |             |             |             |             |     |
| R                 | 2  | Eemi Tervaportti  |             |             |             | 4 pusty     | 2 zmiana    |     |
| P                 | 7  | Matti Hietanen    |             | 2 zmiana    | 2 zmiana    | 4 pusty     | 2 zmiana    |     |
| P                 | 8  | Jari Tuominen     | 2 zmiana    | 2 zmiana    |             | 4 pusty     | 2 zmiana    |     |
| P                 | 10 | Urpo Sivula       |             | 2 zmiana    |             | 4 pusty     | 4 pusty     | 1   |
| Trener            |    |                   |             |             |             |             |             |     |
| Daniel Castellani |    |                   |             |             |             |             |             |     |

| Poz.      | Nr | Zawodnik        | 1           | 2           | 3           | 4           | 5           | Pkt |
| --------- | -- | --------------- | ----------- | ----------- | ----------- | ----------- | ----------- | --- |
| P         | 3  | Manuel Silva    | 1 wskładzie | 1 wskładzie | 1 wskładzie | 1 wskładzie | 1 wskładzie | 7   |
| Ś         | 4  | João Malveiro   | 1 wskładzie | 1 wskładzie | 1 wskładzie | 1 wskładzie | 1 wskładzie | 9   |
| R         | 8  | Tiago Violas    | 1 wskładzie | 1 wskładzie | 1 wskładzie | 1 wskładzie | 1 wskładzie | 1   |
| A         | 13 | Valdir Sequeira | 1 wskładzie | 1 wskładzie | 1 wskładzie | 1 wskładzie | 4 pusty     | 19  |
| P         | 14 | Flávio Cruz     | 1 wskładzie | 1 wskładzie | 1 wskładzie | 1 wskładzie | 1 wskładzie | 13  |
| Ś         | 15 | Rui Santos      | 1 wskładzie | 1 wskładzie | 1 wskładzie | 1 wskładzie | 1 wskładzie | 11  |
| L         | 2  | Carlos Teixeira | L           | L           | L           | L           | L           |     |
| Zmiany    |    |                 |             |             |             |             |             |     |
| R         | 9  | Carlos Fidalgo  | 2 zmiana    |             | 2 zmiana    | 2 zmiana    | 2 zmiana    |     |
| A         | 16 | Hugo Gaspar     |             |             | 2 zmiana    | 2 zmiana    | 1 wskładzie | 13  |
| P         | 20 | João Simões     |             |             |             | 2 zmiana    | 4 pusty     |     |
| Trener    |    |                 |             |             |             |             |             |     |
| Juan Diaz |    |                 |             |             |             |             |             |     |

Statystyki meczowe
| Finlandia | STATYSTYKI        | Portugalia |
| 103       | MAŁE PUNKTY       | 99         |
| 56        | ATAK              | 59         |
| 14        | BLOK              | 5          |
| 4         | SERWIS            | 9          |
| 29        | BŁĘDY PRZECIWNIKA | 26         |

### Finlandia - Portugalia (2. mecz)
Piątek, 1 lipca 2011 – 18:40 (UTC+3) • Tampereen jäähalli, Tampere
Widzów: 3 200
Czas trwania meczu: 93 minuty
Sędziowie: Volker Schiemenz (Niemcy) i Omelio Pérez Castillo (Kuba)
| Finlandia            | 3:0                                         | Portugalia            |
| Mikko Oivanen 16 pkt | (25:21, 25:21, 25:22) raport P-2 raport P-3 | Valdir Sequeira 9 pkt |

| Poz.              | Nr | Zawodnik          | 1           | 2           | 3           | 4 | 5 | Pkt |
| ----------------- | -- | ----------------- | ----------- | ----------- | ----------- | - | - | --- |
| R                 | 3  | Mikko Esko        | 1 wskładzie | 1 wskładzie | 1 wskładzie |   |   | 4   |
| P                 | 5  | Antti Siltala     | 1 wskładzie | 1 wskładzie | 1 wskładzie |   |   | 14  |
| P                 | 7  | Matti Hietanen    | 1 wskładzie | 1 wskładzie | 1 wskładzie |   |   | 11  |
| A                 | 13 | Mikko Oivanen     | 1 wskładzie | 1 wskładzie | 1 wskładzie |   |   | 16  |
| Ś                 | 14 | Konstantin Shumov | 1 wskładzie | 1 wskładzie | 1 wskładzie |   |   | 5   |
| Ś                 | 15 | Matti Oivanen     | 1 wskładzie | 1 wskładzie | 1 wskładzie |   |   | 7   |
| L                 | 4  | Tommi Roininen    | L           | L           | L           |   |   |     |
| Zmiany            |    |                   |             |             |             |   |   |     |
| R                 | 2  | Eemi Tervaportti  | 2 zmiana    | 2 zmiana    | 2 zmiana    |   |   |     |
| P                 | 8  | Jari Tuominen     | 2 zmiana    |             |             |   |   |     |
| P                 | 10 | Urpo Sivula       |             | 2 zmiana    | 2 zmiana    |   |   | 1   |
| Trener            |    |                   |             |             |             |   |   |     |
| Daniel Castellani |    |                   |             |             |             |   |   |     |

| Poz.      | Nr | Zawodnik           | 1           | 2           | 3           | 4 | 5 | Pkt |
| --------- | -- | ------------------ | ----------- | ----------- | ----------- | - | - | --- |
| P         | 3  | Manuel Silva       | 1 wskładzie | 1 wskładzie | 1 wskładzie |   |   | 4   |
| Ś         | 4  | João Malveiro      | 1 wskładzie | 1 wskładzie | 1 wskładzie |   |   | 8   |
| R         | 8  | Tiago Violas       | 1 wskładzie | 1 wskładzie | 1 wskładzie |   |   | 1   |
| A         | 13 | Valdir Sequeira    | 1 wskładzie | 1 wskładzie |             |   |   | 9   |
| P         | 14 | Flávio Cruz        | 1 wskładzie | 1 wskładzie | 1 wskładzie |   |   | 7   |
| Ś         | 15 | Rui Santos         | 1 wskładzie | 1 wskładzie | 1 wskładzie |   |   | 6   |
| L         | 2  | Carlos Teixeira    | L           | L           | L           |   |   |     |
| Zmiany    |    |                    |             |             |             |   |   |     |
| P         | 6  | Alexandre Ferreira |             |             | 2 zmiana    |   |   | 3   |
| R         | 9  | Carlos Fidalgo     | 2 zmiana    | 2 zmiana    | 2 zmiana    |   |   |     |
| A         | 16 | Hugo Gaspar        |             | 2 zmiana    | 1 wskładzie |   |   | 8   |
| P         | 20 | João Simões        |             | 2 zmiana    |             |   |   |     |
| Trener    |    |                    |             |             |             |   |   |     |
| Juan Diaz |    |                    |             |             |             |   |   |     |

Statystyki meczowe
| Finlandia | STATYSTYKI        | Portugalia |
| 75        | MAŁE PUNKTY       | 64         |
| 45        | ATAK              | 36         |
| 9         | BLOK              | 3          |
| 4         | SERWIS            | 7          |
| 17        | BŁĘDY PRZECIWNIKA | 18         |

## Statystyki indywidualne
| Najlepiej punktujący | Najlepiej punktujący | Najlepiej punktujący | Najlepiej punktujący | Najlepiej punktujący | Najlepiej punktujący | Najlepiej punktujący | Najlepiej punktujący |
| Rk 1                 | Rk 2                 | Imię i nazwisko      | Atak                 | Blok                 | Serwis               | Razem                |                      |
| -------------------- | -------------------- | -------------------- | -------------------- | -------------------- | -------------------- | -------------------- | -------------------- |
| 1                    | 1                    | Mikko Oivanen        | 209                  | 19                   | 13                   | 241                  |                      |
| 2                    | 8                    | Facundo Conte        | 155                  | 18                   | 13                   | 186                  |                      |
| 3                    | 10                   | Saša Starović        | 158                  | 15                   | 6                    | 179                  |                      |
| 4                    | 17                   | Antti Siltala        | 132                  | 22                   | 4                    | 158                  |                      |
| 5                    | 22                   | Federico Pereyra     | 130                  | 12                   | 4                    | 146                  |                      |

| Najlepiej atakujący | Najlepiej atakujący | Najlepiej atakujący | Najlepiej atakujący | Najlepiej atakujący | Najlepiej atakujący | Najlepiej atakujący | Najlepiej atakujący |
| Rk 1                | Rk 2                | Imię i nazwisko     | Atak 1              | Błędy               | Atak 2              | Razem               | %                   |
| ------------------- | ------------------- | ------------------- | ------------------- | ------------------- | ------------------- | ------------------- | ------------------- |
| 1                   | 13                  | Federico Pereyra    | 130                 | 55                  | 90                  | 275                 | 47,27               |
| 2                   | 14                  | Facundo Conte       | 155                 | 51                  | 123                 | 329                 | 47,11               |
| 3                   | 17                  | Mikko Oivanen       | 209                 | 63                  | 186                 | 458                 | 45,63               |
| 4                   | 21                  | Miloš Nikić         | 104                 | 34                  | 96                  | 234                 | 44,44               |
| 5                   | 22                  | Hugo Gaspar         | 100                 | 41                  | 85                  | 226                 | 44,25               |

| Najlepiej blokujący | Najlepiej blokujący | Najlepiej blokujący | Najlepiej blokujący | Najlepiej blokujący | Najlepiej blokujący | Najlepiej blokujący | Najlepiej blokujący |
| Rk 1                | Rk 2                | Imię i nazwisko     | Bloki punktowe      | Błędy               | Wybloki             | Razem               | Średnio na set      |
| ------------------- | ------------------- | ------------------- | ------------------- | ------------------- | ------------------- | ------------------- | ------------------- |
| 1                   | 4                   | Konstantin Shumov   | 45                  | 82                  | 94                  | 221                 | 0,88                |
| 2                   | 9                   | Marko Podraščanin   | 33                  | 59                  | 67                  | 159                 | 0,70                |
| 3                   | 11                  | Dragan Stanković    | 29                  | 63                  | 63                  | 155                 | 0,62                |
| 4                   | 15                  | João José           | 28                  | 61                  | 50                  | 139                 | 0,58                |
| 5                   | 17                  | Pablo Crer          | 25                  | 41                  | 45                  | 111                 | 0,57                |

| Najlepiej zagrywający | Najlepiej zagrywający | Najlepiej zagrywający | Najlepiej zagrywający | Najlepiej zagrywający | Najlepiej zagrywający | Najlepiej zagrywający | Najlepiej zagrywający |
| Rk 1                  | Rk 2                  | Imię i nazwisko       | Serwisy punktowe      | Błędy                 | Inne                  | Razem                 | Średnio na set        |
| --------------------- | --------------------- | --------------------- | --------------------- | --------------------- | --------------------- | --------------------- | --------------------- |
| 1                     | 6                     | Facundo Conte         | 13                    | 32                    | 107                   | 152                   | 0,30                  |
| 2                     | 8                     | Luciano de Cecco      | 12                    | 44                    | 122                   | 178                   | 0,27                  |
| 3                     | 11                    | Mikko Oivanen         | 13                    | 35                    | 129                   | 177                   | 0,25                  |
| 4                     | 13                    | Matti Oivanen         | 12                    | 30                    | 98                    | 140                   | 0,24                  |
| 5                     | 18                    | Konstantin Shumov     | 10                    | 12                    | 172                   | 194                   | 0,20                  |

| Najlepiej broniący | Najlepiej broniący | Najlepiej broniący | Najlepiej broniący | Najlepiej broniący | Najlepiej broniący | Najlepiej broniący | Najlepiej broniący |
| Rk 1               | Rk 2               | Imię i nazwisko    | Obrony             | Błędy              | Przyjęcia          | Razem              | Średnio na set     |
| ------------------ | ------------------ | ------------------ | ------------------ | ------------------ | ------------------ | ------------------ | ------------------ |
| 1                  | 20                 | Nikola Rosić       | 73                 | 48                 | 69                 | 190                | 1,55               |
| 2                  | 21                 | Carlos Teixeira    | 74                 | 60                 | 73                 | 207                | 1,54               |
| 3                  | 24                 | Tuomas Sammelvuo   | 68                 | 32                 | 20                 | 120                | 1,33               |
| 4                  | 31                 | González Alexis    | 50                 | 38                 | 42                 | 130                | 1,14               |
| 5                  | 32                 | Miloš Nikić        | 51                 | 24                 | 54                 | 129                | 1,09               |

| Najlepiej rozgrywający | Najlepiej rozgrywający | Najlepiej rozgrywający | Najlepiej rozgrywający | Najlepiej rozgrywający | Najlepiej rozgrywający | Najlepiej rozgrywający | Najlepiej rozgrywający |
| Rk 1                   | Rk 2                   | Imię i nazwisko        | Rozegranie 1           | Błędy                  | Rozegranie 2           | Razem                  | Średnio na set         |
| ---------------------- | ---------------------- | ---------------------- | ---------------------- | ---------------------- | ---------------------- | ---------------------- | ---------------------- |
| 1                      | 3                      | Vlado Petković         | 380                    | 2                      | 739                    | 1121                   | 8,09                   |
| 2                      | 5                      | Luciano de Cecco       | 329                    | 9                      | 600                    | 938                    | 7,48                   |
| 3                      | 6                      | Mikko Esko             | 372                    | 8                      | 507                    | 887                    | 7,29                   |
| 4                      | 7                      | Tiago Violas           | 331                    | 9                      | 577                    | 917                    | 6,90                   |
| 5                      | 25                     | Eemi Tervaportti       | 47                     | 3                      | 185                    | 235                    | 0,92                   |

| Najlepiej przyjmujący | Najlepiej przyjmujący | Najlepiej przyjmujący | Najlepiej przyjmujący | Najlepiej przyjmujący | Najlepiej przyjmujący | Najlepiej przyjmujący | Najlepiej przyjmujący |
| Rk 1                  | Rk 2                  | Imię i nazwisko       | Idealne               | Błędy                 | Przyjęcia serwisu     | Razem                 | %                     |
| --------------------- | --------------------- | --------------------- | --------------------- | --------------------- | --------------------- | --------------------- | --------------------- |
| 1                     | 13                    | Carlos Teixeira       | 164                   | 13                    | 103                   | 280                   | 53,93                 |
| 2                     | 15                    | Rodrigo Quiroga       | 163                   | 13                    | 106                   | 282                   | 53,19                 |
| 3                     | 16                    | Tuomas Sammelvuo      | 185                   | 22                    | 118                   | 325                   | 50,15                 |
| 4                     | 17                    | Nikola Rosić          | 132                   | 11                    | 99                    | 242                   | 50,00                 |
| 5                     | 23                    | Miloš Nikić           | 108                   | 16                    | 107                   | 231                   | 39,83                 |

| Najlepsi libero | Najlepsi libero | Najlepsi libero | Najlepsi libero | Najlepsi libero | Najlepsi libero | Najlepsi libero | Najlepsi libero |
| Rk 1            | Rk 2            | Imię i nazwisko | Idealne         | Błędy           | W grze          | Razem           | Średnio na set  |
| --------------- | --------------- | --------------- | --------------- | --------------- | --------------- | --------------- | --------------- |
| 1               | 7               | Carlos Teixeira | 238             | 73              | 176             | 487             | 4,96            |
| 2               | 10              | Nikola Rosić    | 205             | 59              | 168             | 432             | 4,36            |
| 3               | 12              | Alexis González | 155             | 49              | 98              | 302             | 3,52            |
| 4               | 14              | Jarmo Korhonen  | 59              | 32              | 75              | 166             | 1,16            |